# Ihlow (Ostfriesland)
Die Gemeinde Ihlow liegt im Landkreis Aurich in Ostfriesland (Niedersachsen). Sie hat 12.376 Einwohner (Stand 2024), eine Größe von rund 123 Quadratkilometern und ist damit in der Fläche die achtgrößte Gemeinde Ostfrieslands sowie die viertgrößte im Landkreis Aurich.
Die heutige Gemeinde entstand im Rahmen der Gemeindegebietsreform am 1. Juli 1972 aus zwölf zuvor selbstständigen Gemeinden. Der Name der Gemeinde wurde aus historischen Gründen gewählt. Er geht auf das Zisterzienserkloster zurück, das 1228 „ter Yle“, zu Ihlow (im Yl-loh, dem Eiben-Wald) gegründet wurde.
In der Raumordnung des Landes Niedersachsen wird die Gemeinde als Grundzentrum geführt. Sie ist von Landwirtschaft und Tourismus mit Schwerpunkt am Ihler Meer geprägt.
Zum kulturellen Erbe der Gemeinde gehören das Kloster Ihlow, das in einen archäologischen Park umgestaltet wurde, sowie mehrere mittelalterliche Kirchen, von denen sich fünf romanische Backstein-Saalkirchen aus dem 13. Jahrhundert und die spätgotische Riepster Kirche von 1554 erhalten haben. Auch gibt es zwei Holländerwindmühlen.

## Geografie

### Lage im Raum und Ausdehnung
Ihlow liegt im Süden des Landkreises Aurich in Ostfriesland. Mit einer Fläche von rund 123 km² ist es die achtgrößte Gemeinde Ostfrieslands und die viertgrößte im Landkreis Aurich nach der Kreisstadt, der Krummhörn und Großefehn. Die maximale Ausdehnung in ungefährer Ost-West-Richtung beträgt rund 17,7 Kilometer zwischen der Grenze zur Gemeinde Großefehn bei Ostersander im Osten und dem Wohnplatz Wrantepott an der Grenze zu Emden. In nord-südlicher Richtung beträgt die Maximalausdehnung knapp 13,2 Kilometer zwischen dem Ortsteil Herrenhütten im Norden und dem Fehntjer Tief bei Simonswolde. Der Hauptort Ihlowerfehn liegt etwa acht Kilometer südsüdwestlich der Auricher Kernstadt und rund 15 Kilometer ostnordöstlich von Emden. Die nächstgelegene Großstadt, Oldenburg, ist ungefähr 60 Kilometer in südöstlicher Richtung entfernt.
Mit einer Einwohnerdichte von 98 pro Quadratkilometer ist die Gemeinde selbst im innerostfriesischen Vergleich dünn besiedelt (Ostfriesland: rund 148 Einwohner pro Quadratkilometer; Niedersachsen 168; Bundesrepublik Deutschland etwa 230). Ihlow ist in der Landesplanung des Landes Niedersachsen als Grundzentrum definiert. Verwaltungssitz ist Ihlowerfehn.

### Geologie, Hydrologie und Böden
Geologisch wird die Gemeinde Ihlow wie ganz Ostfriesland oberflächlich von Schichten des Pleistozäns und des Holozäns gebildet. Pleistozäne Schichten sind in den Geestgegenden des Gemeindegebiets zu finden, die sich in Riepe und Ochtelbur, um Westerende und Simonswolde sowie besonders in einem größeren zusammenhängenden Gebiet im Osten der Gemeinde um Westersander und Ostersander befinden. In den beiden letztgenannten Fällen weist bereits der Ortsname darauf hin, dass sich die Böden der ostfriesischen Geest zumeist aus eiszeitlichen Decksanden (Sander) und Geschiebelehm gebildet haben. Die holozänen Schichten sind die der Geest aufliegenden Moore sowie Marschböden, die in Teilen der Gemeinde in vergesellschafteter Form mit anderen Bodentypen vorkommen.
Im äußersten Westen des Gemeindegebietes und südlich des Ems-Jade-Kanals findet sich Pseudogley unterlagert von Kleimarsch. Südlich davon, im Bereich des Riepster Hammrichs, schließen sich Niedermoorböden mit Rohmarschauflage an. In einem Teilbereich der Riepster Gemarkung sind von 1954 an über mehrere Jahrzehnte Flächen mit Schlick, der bei Ausbaggerungen im Emder Hafen und in der Ems anfiel, überspült, im Anschluss dräniert und – solchermaßen in der Bodengüte verbessert – wieder einer landwirtschaftlichen Nutzung zugeführt worden.

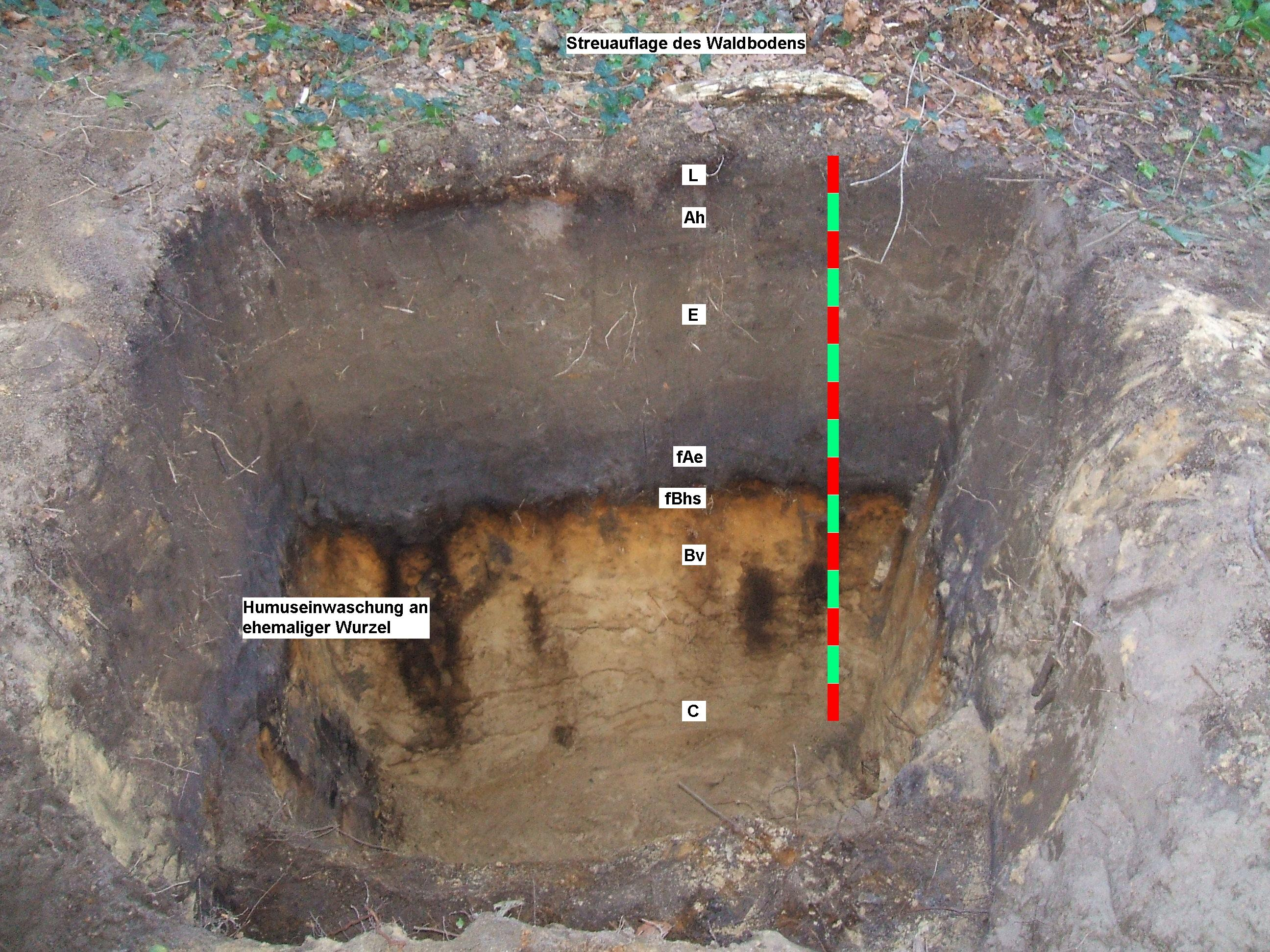
Profil eines Plaggeneschs: 40–50 cm Auflage über fossilem Podsol. Böden dieser Art finden sich vor allem bei Westerende, aber auch bei Ostersander und Westersander.

In einem nordostwärts verlaufenden schmalen Streifen, der von Riepe über Ochtelbur und Bangstede nach Westerende-Kirchloog, Fahne und Westerende-Holzloog reicht, ist der Boden ein Gley-Podsol. Westlich des Ems-Jade-Kanals liegt Barstede ebenfalls auf dieser Bodenart, umgeben von Erd-Hochmoor im Südwesten, Erd-Niedermoor im Westen und Osten sowie Gley mit Erd-Niedermoorauflage im Norden und Süden. Ein kleines Areal nördlich des Ems-Jade-Kanals, das im Einzugsbereich des Großen Meers liegt, verfügt über Niedermoor mit Knickmarschauflage. In der Umgebung von Westerende-Kirchloog und Westerende-Holzloog findet sich Plaggenesch unterlagert von Podsol, rund um Neu-Barstede Hochmoor mit Deckkulturbodenauflage.
Im Zentrum der Gemeinde befindet sich der Ihlower Forst auf Pseudogley-Podsol, desgleichen das südlich des Waldes gelegene Hüllenerfehn. Die Umgebung des Forstes – Ihlowerfehn im Westen, Ludwigsdorf im Norden und Ostersander und Westersander im Osten – ergibt eine große Fläche, die auf Gley-Podsol aufliegt. Nordöstlich von Ludwigsdorf gibt es noch eine kleinere Hochmoorfläche, südlich von Ihlowerfehn besteht der Boden auf einem kleinen Areal aus Gley.
Im Süden des Gemeindegebietes finden sich Gley-Podsol-Böden in Simonswolde, nördlich davon vereinzelt auch Plaggenesch unterlagert von Pseudogley-Braunerde. Zwischen der „Dörferkette“ Riepe-Ochtelbur-Bangstede im Westen, Ihlowerfehn im Osten und Simonswolde im Süden liegt die nach dem gleichnamigen Gewässer benannte Blitz-Niederung. Sie besteht zum Großteil aus Erd-Hochmoor im zentralen Teil, Erd-Niedermoor im südwestlichen und südlichen Teil sowie Niedermoor mit Deckkultur im östlichen Teil.

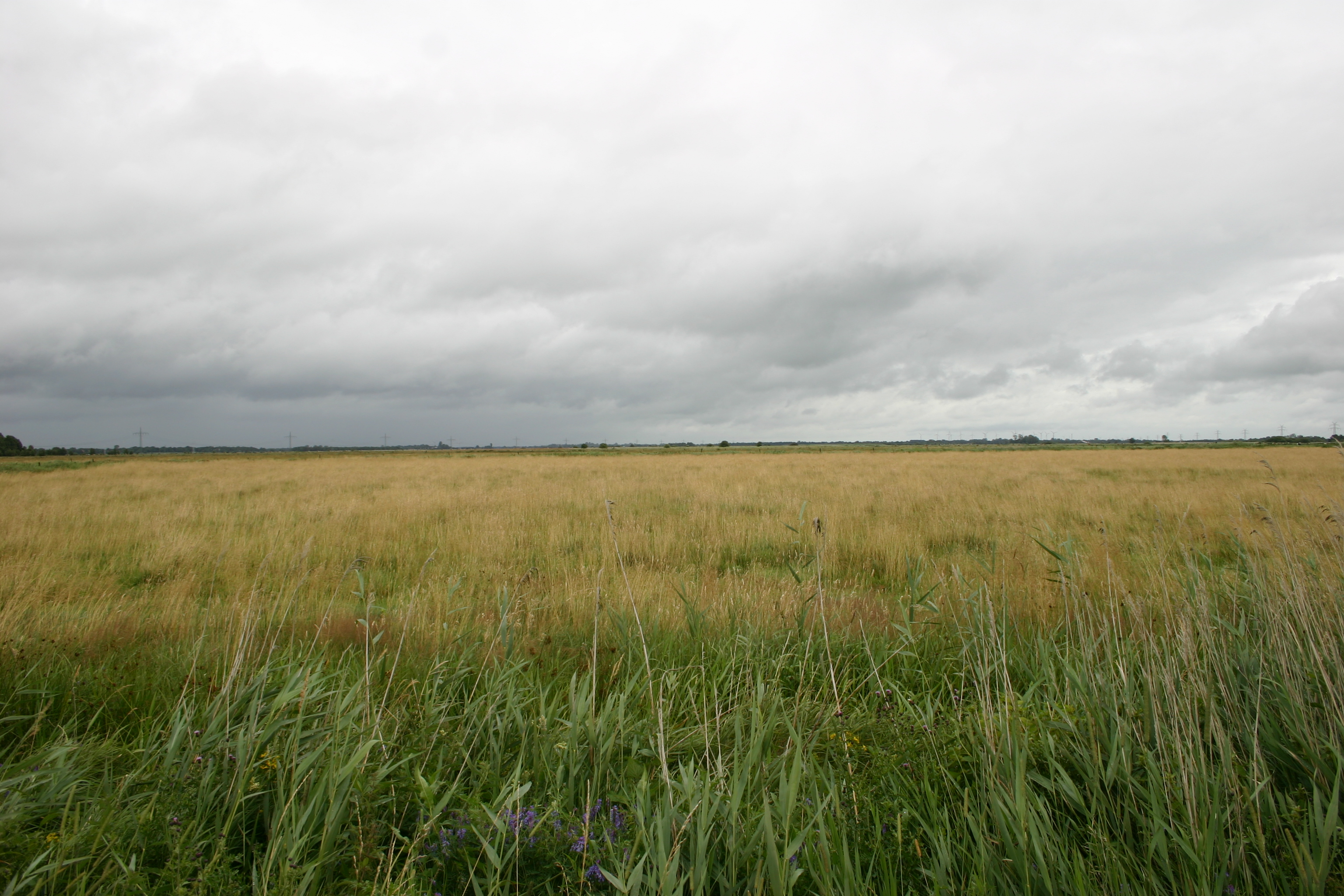
Niederungsgebiet am Fehntjer Tief

Von Nordosten in Richtung Südwesten wird die Gemeinde von zwei Gewässern durchzogen, die ein Tal mit Erd-Niedermoorböden durchfließen: das Krumme Tief im zentralen Teil der Gemeinde und die Flumm sowie das Fehntjer Tief weiter südöstlich, jedoch zunächst parallel zum Krummen Tief, das schließlich östlich von Simonswolde in das Fehntjer Tief einmündet. Vor ihrem Zusammenfluss bilden sie eine weite Niederungszone aus Erd-Niedermoor (siehe auch Schutzgebiete). Der Bereich des Fehntjer Tiefs unmittelbar an der Grenze zur südlichen Nachbargemeinde Moormerland ist Niedermoor mit Rohmarschauflage und geht in jene Bereiche im Riepster Hammrich über, die ebenfalls diese Bodenart aufweisen.
Die Gemeinde ist von einer Vielzahl künstlicher Entwässerungsgräben und -kanälen durchzogen, darunter dem Ems-Jade-Kanal, einem Teil des Ringkanals und den oben erwähnten Flussläufen. In das Fehntjer Tief münden die Fehnkanäle der Gemeinde aus Ihlower-, Hüllener und Lübbertsfehn, wobei die beiden letzteren nur relativ kurze Stichkanäle sind. Nahezu das gesamte Gebiet liegt nur unwesentlich über dem Meeresspiegel. Aufgrund dieser Tatsache muss die Fläche kontinuierlich entwässert werden. Für den Großteil des Gemeindegebietes ist diesbezüglich der Entwässerungsverband Oldersum zuständig, ein kleiner Teil im Nordwesten des Gemeindegebietes wird vom I. Entwässerungsverband Emden mit Sitz in Pewsum betreut.

### Gemeindegliederung
Die Gemeinde besteht aus zwölf Ortschaften, die teils mehrere Ortsteile umfassen. Sehr deutlich wird dies am Beispiel Ihlowerhörn, zu dem drei geografisch und teils auch historisch deutlich zu trennende Ortschaften gehören.
| Ortschaften          | Einwohner | zugehörige Ortsteile                     |
| -------------------- | --------- | ---------------------------------------- |
| Bangstede            | 0.351     | –                                        |
| Barstede             | 0.333     |                                          |
| Ihlowerfehn          | 2.115     | –                                        |
| Ihlowerhörn          | 1.062     | Lübbertsfehn, Hüllenerfehn, Westersander |
| Ludwigsdorf          | 0.947     | –                                        |
| Ochtelbur            | 0.899     | –                                        |
| Ostersander          | 0.815     | Weene                                    |
| Riepe                | 2.160     | –                                        |
| Riepster Hammrich    | 0.147     | –                                        |
| Simonswolde          | 1.658     | –                                        |
| Westerende-Holzloog  | 0.358     | Herrenhütten, Werringerhörn              |
| Westerende-Kirchloog | 1.721     | Fahne, Fahnstermoor                      |
| Gesamt               | 12.5660   | —                                        |

Größte Ortschaft ist Riepe mit 2160 Einwohnern, nur unwesentlich kleiner ist Ihlowerfehn mit 2115. Es folgen Westerende-Kirchloog mit 1721 und Simonswolde mit 1658 Einwohnern, die anderen Ortschaften fallen dagegen teils deutlich ab. Die kleinste Ortschaft ist Riepster Hammrich mit 147 Einwohnern (Stand: Mai 2017). Das Gemeindezentrum mit dem Rathaus befindet sich in Ihlowerfehn, wo auch Einzelhandelsgeschäfte bestehen. In geringerem Umfang gilt dies auch für Westerende-Kirchloog. Riepe ist nicht nur wegen dort vorhandener Einkaufsmöglichkeiten, sondern vor allem wegen des autobahnnahen Gewerbegebietes der wirtschaftliche Schwerpunkt der Gemeinde.

### Flächennutzung
| Nutzung                                              | Fläche in ha |
| ---------------------------------------------------- | ------------ |
| Siedlung                                             | 966          |
| davon Wohnbaufläche                                  | 570          |
| davon Gewerbe- und Industrieflächen                  | 107          |
| davon Sport-, Freizeit- und Erholungsfläche          | 75           |
| Verkehrsflächen                                      | 607          |
| davon Straßenverkehr                                 | 485          |
| Vegetation                                           | 10.337       |
| davon Landwirtschaftsfläche                          | 9822         |
| davon Wald                                           | 313          |
| davon Heide                                          | 0            |
| davon Moor                                           | 29           |
| davon Unland, vegetationslose Fläche                 | 54           |
| Gewässer                                             | 399          |
| davon stehende Gewässer (See/Teich)                  | 81           |
| nachr. Siedlungs- u.Verkehrsfläche (o.Berg-/Tagebau) | 1574         |
| Gesamtfläche                                         | 12.310       |

Die Gesamtfläche der Gemeinde Ihlow weist einen hohen Landwirtschaftsanteil auf (siehe Tabelle Agrarstrukturerhebung): Er beträgt etwa 80,7 Prozent und liegt damit noch über dem ostfriesischen Durchschnitt von 75 Prozent, der seinerseits bereits deutlich über dem bundesrepublikanischen Durchschnitt von 52 Prozent liegt. 29 Hektar davon sind noch reines Moorgebiet. Die Natur- und Landschaftsschutzgebiete sind zum größten Teil unter den Landwirtschaftsflächen erfasst und werden teils extensiv genutzt. Gewässer, vor allem das Sandwater, Fehnkanäle und natürliche Tiefs, aber auch Entwässerungsgräben, bedecken zirka 3,58 Prozent des Gemeindegebietes. Ihlow ist mit einem Waldflächenanteil von gut 3 Prozent nur wenig bewaldet – liegt damit aber über dem ostfriesischen Durchschnitt von rund 2 Prozent, was im Vergleich zur Bundesrepublik eine extrem unterdurchschnittliche Waldfläche bedeutet. Bäume finden sich vor allem im Ihlower Forst sowie rund um die Geestdörfer Westersander und Ostersander in Form ausgedehnter Wallheckenlandschaften. Von den Bäumen auf diesen Wallhecken abgesehen ist die Gemeinde sehr baumarm, vor allem in ihrem westlichsten Teil. In früheren Jahrhunderten wurde der Baumbestand gerodet, um einerseits Bau- und Brennholz, andererseits Raum für die Landwirtschaft zu gewinnen.

### Nachbargemeinden
Nachbarstädte und -gemeinden Ihlows sind (im Uhrzeigersinn, beginnend im Westen) die kreisfreie Stadt Emden (Stadtteile Uphusen und Petkum), die Gemeinde Südbrookmerland, die Stadt Aurich (darin die Stadtteile Extum, Rahe, Kirchdorf und Schirum), die Gemeinde Großefehn (alle Landkreis Aurich) sowie die Gemeinde Moormerland im Landkreis Leer. Die Grenze zur Gemeinde Moormerland bildet abschnittsweise das Fehntjer Tief, die Grenze zur Gemeinde Südbrookmerland auf einem kurzen Teilstück der Ems-Jade-Kanal.

### Klima
Ihlow liegt in der gemäßigten Klimazone. Das Gemeindegebiet steht hauptsächlich im direkten Einfluss der Nordsee. Im Sommer sind die Tagestemperaturen tiefer, im Winter häufig höher als im weiteren Inland. Das Klima ist insgesamt von der mitteleuropäischen Westwindzone geprägt.
Nach der effektiven Klimaklassifikation von Köppen befindet sich Ihlow in der Einteilung Cfb.
- Klimazone C: Warm-Gemäßigtes Klima
- Klimatyp Cf: Feucht-Gemäßigtes Klima
- Klimauntertyp b: warme Sommer

Die nächstgelegene Wetterstation befindet sich in Aurich.
|                        | Jan  | Feb  | Mär  | Apr  | Mai  | Jun  | Jul  | Aug  | Sep  | Okt  | Nov  | Dez  |   |       |
| Mittl. Temperatur (°C) | 1,0  | 1,3  | 3,7  | 6,9  | 11,5 | 14,6 | 16,0 | 15,9 | 13,2 | 9,6  | 5,2  | 2,2  | ⌀ | 8,5   |
|                        |      |      |      |      |      |      |      |      |      |      |      |      |   |       |
| Niederschlag (mm)      | 66,6 | 43,1 | 57,9 | 48,2 | 57,8 | 83,8 | 82,1 | 78,6 | 76,6 | 76,2 | 84,4 | 74,3 | Σ | 829,6 |
|                        |      |      |      |      |      |      |      |      |      |      |      |      |   |       |
| Sonnenstunden (h/d)    | 1,19 | 2,29 | 3,32 | 5,33 | 6,83 | 6,63 | 6,06 | 6,25 | 4,4  | 2,96 | 1,56 | 0,93 | ⌀ | 4     |

|  |

|  |

|  |

|  |

|  |

|  |

|  |

|  |

|  |

|  |

|  |

|  |

|  |

|  |

|  |

|  |

|  |

|  |

|  |

|  |

|  |

|  |

|  |

|  |

### Schutzgebiete

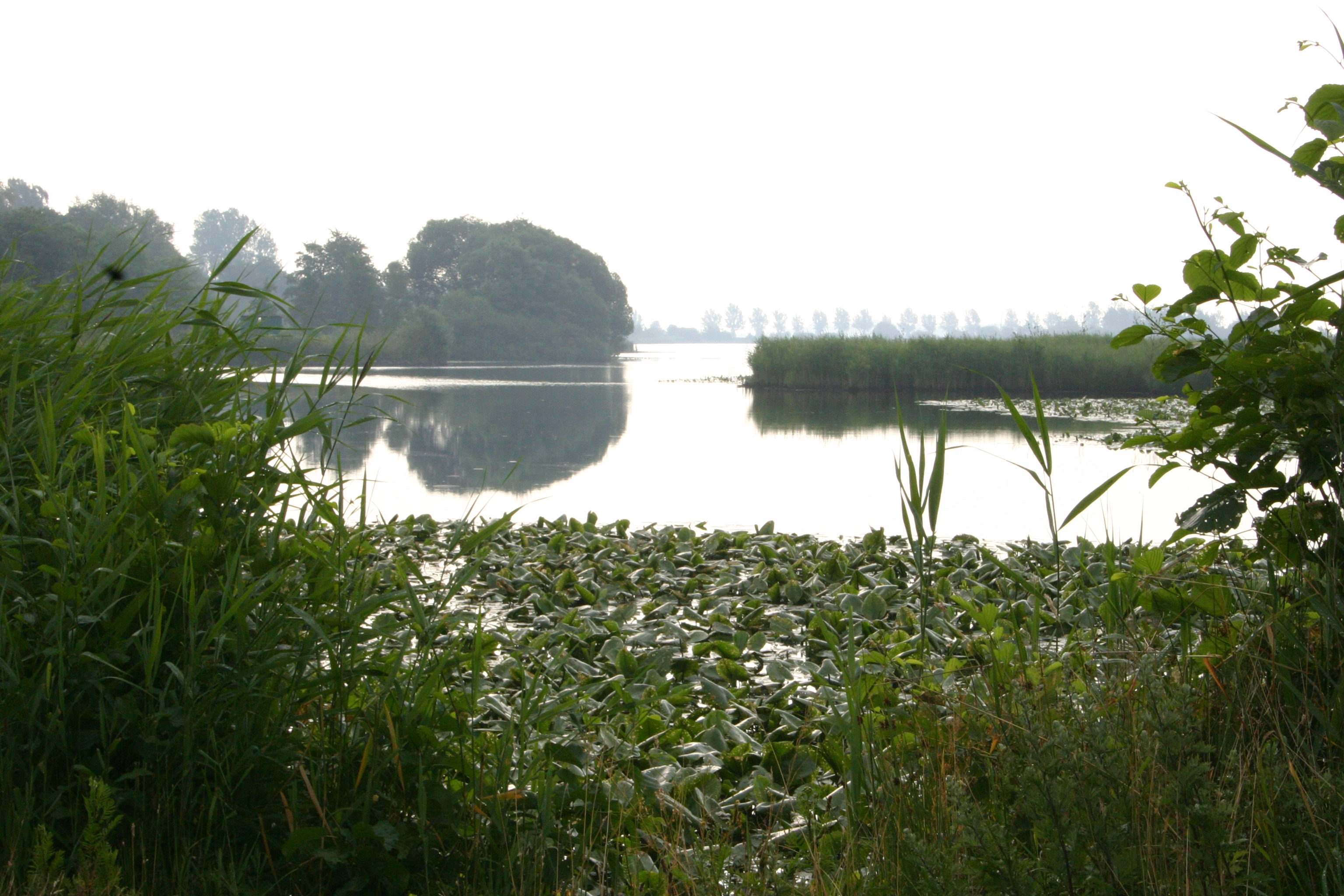
Das Sandwater von Westen

In der Gemeinde befindet sich der etwa 350 Hektar große Ihlower Forst, der zusammen mit der näheren Umgebung ein Landschaftsschutzgebiet bildet. Der Niedermoorsee Sandwater südlich von Simonswolde ist als Naturschutzgebiet (NSG) ausgewiesen. Die Niedermoorlandschaft beiderseits des Fehntjer Tiefs ist ebenfalls Naturschutzgebiet. Es handelt sich dabei um das größte in der Gemeinde. Teile des NSG befinden sich auf dem Gebiet der Nachbargemeinden Moormerland und Großefehn. Etwa 2800 Hektar Fläche sind zugleich als FFH- und Vogelschutzgebiet ausgewiesen. Seit der Unterschutzstellung haben sich die Bestände an Wiesenvögeln erholt. So wurden 2010 insgesamt 278 Kiebitzbrutpaare, 100 Brutpaare der Uferschnepfe sowie 60 Brutpaare des Großen Brachvogels gezählt. Zu den weiteren vorhandenen Arten gehören Braun-, Blau- und Schwarzkehlchen, Schilfrohrsänger, Rohrweihe sowie Löffel- und Schnatterenten.

## Geschichte
Früheste Spuren menschlicher Anwesenheit auf dem Gemeindegebiet werden in das Mesolithikum datiert. Archäologische Belege fanden sich in den heutigen Gemarkungen von Oster- und Westersander.
Erst vergleichsweise spät, in der 1. Hälfte des 4. Jahrtausends v. Chr., setzten sich bäuerliche Gruppen gegen die Wildbeuter durch. Umfangreichere Funde liegen aus der Bronzezeit vor. So wurden in Westerende-Kirchloog eine Pfanne sowie mehrere Beile und in Fahne ein Tüllenbeil aus der älteren Bronzezeit entdeckt. Sie deuten durch die Art ihrer Herstellung auf eine Fertigung in England oder Belgien hin, was weitreichende Handelsbeziehungen einschließen könnte. Zudem liegen bis dato keinerlei Hinweise vor, die eine eigene lokale Produktion von Bronzegeräten in Ostfriesland belegen könnten.

### Gründungsphase (vor 1000), Aufstrecksiedlung (um 1100)

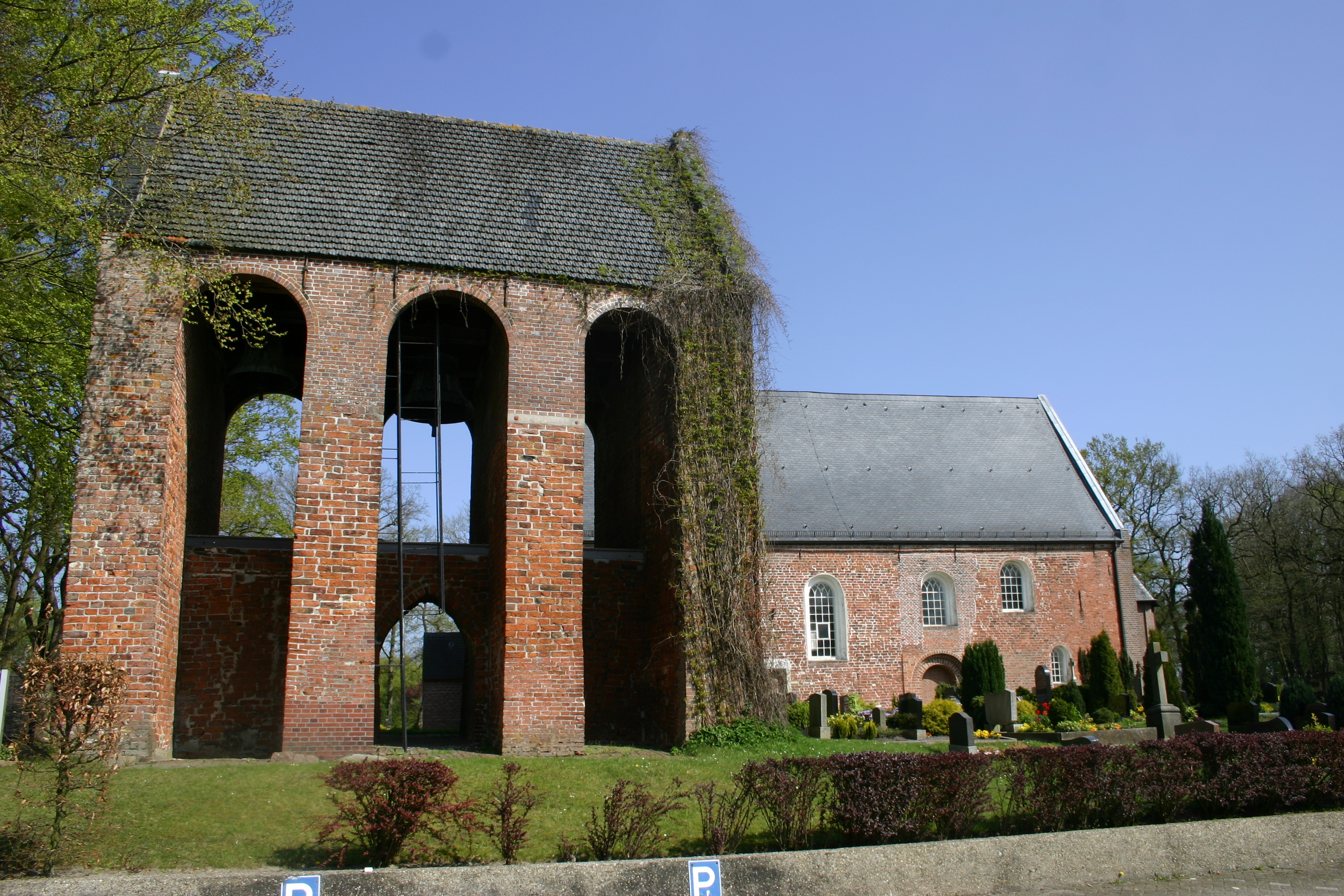
Die Nicolaikirche in Weene

Zu einer dauerhaften Besiedelung des Gemeindegebietes kam es im Frühmittelalter. Vermutet wird, dass Ostersander und Westersander von Siedlern aus Schirum vor dem Jahr 1000 gegründet wurden.
Der Rest des heutigen Gemeindegebietes blieb weitgehend unbewohnt. Das Gebiet bildete im frühen Mittelalter eine natürliche Grenze zwischen verschiedenen Gauen und den Einflusszonen des Bischofs von Münster und des Erzbistums Bremen. Dieser ehemals menschenleere Raum wurde durch die so genannte Innere Kolonisation urbar gemacht und für die Reihendörfer erschlossen, was noch heute in vielen Siedlungsformen erkennbar ist. Zu einer größeren Besiedlung kam es ab 1100, als nach verheerenden Sturmfluten viele Menschen von der Küste in das Landesinnere drängten und hier einen neuen Siedlungstypus entwickelten, die Aufstrecksiedlung (Ostfriesisches Platt: Upstreekrecht). Von den Reihendörfern Riepe, Ochtelbur und Simonswolde aus wurden parallel verlaufende Parzellen im Moor angelegt. Dabei durften Siedler, die sich am Geestrand nahe einem Moor angesiedelt hatten, ihre Parzellen parallel zueinander so lange ins Moor vortreiben, bis sie auf natürliche Hindernisse oder auf Parzellen anderer Siedler stießen, die von anderen Richtungen aus das Moor kultiviert hatten. Aufgrund der Schwierigkeiten beim Bewirtschaften wegen fehlender Wege gingen die Parzellen in Längsrichtung jedoch selten mehr als einige 100 Meter über 2000 Meter hinaus. Das Moor wurde kultiviert, indem der Torf abgetragen und das Land mit natürlichem Dünger aus angrenzenden Grünlandzonen der Moormarschgebiete versorgt wurde.

„Die Größe des Ackerlandes stand somit in jener Zeit in einem proportionalen Verhältnis zum Umfang des natürlichen Grünlandes. Dieser Aspekt muss den Kolonisten zu Beginn der Erschließung der Moore bewusst gewesen sein, denn Aufstrecksiedlungen sind in Ostfriesland und auch in den Niederlanden nur dort anzutreffen, wo grünlandträchtige Niederungsgebiete unmittelbar an Hochmoore angrenzen.“

Die Flurstruktur zwischen den Dörfern Riepe und Ochtelbur einerseits und dem südöstlich davon gelegenen Simonswolde andererseits zeigt bis heute die Abtragung des Moors durch Aufstreckung. Nach dem bisherigen Forschungsstand wird davon ausgegangen, dass Riepe das älteste dieser Dörfer ist. Hier haben sich wohl vor allem Siedler aus dem Gebiet der Leybucht niedergelassen. Im 13. Jahrhundert entstanden in Ihlow mehrere romanische Kirchen, von denen einige bis heute erhalten sind.

### Zisterzienserkloster (1228–1529)

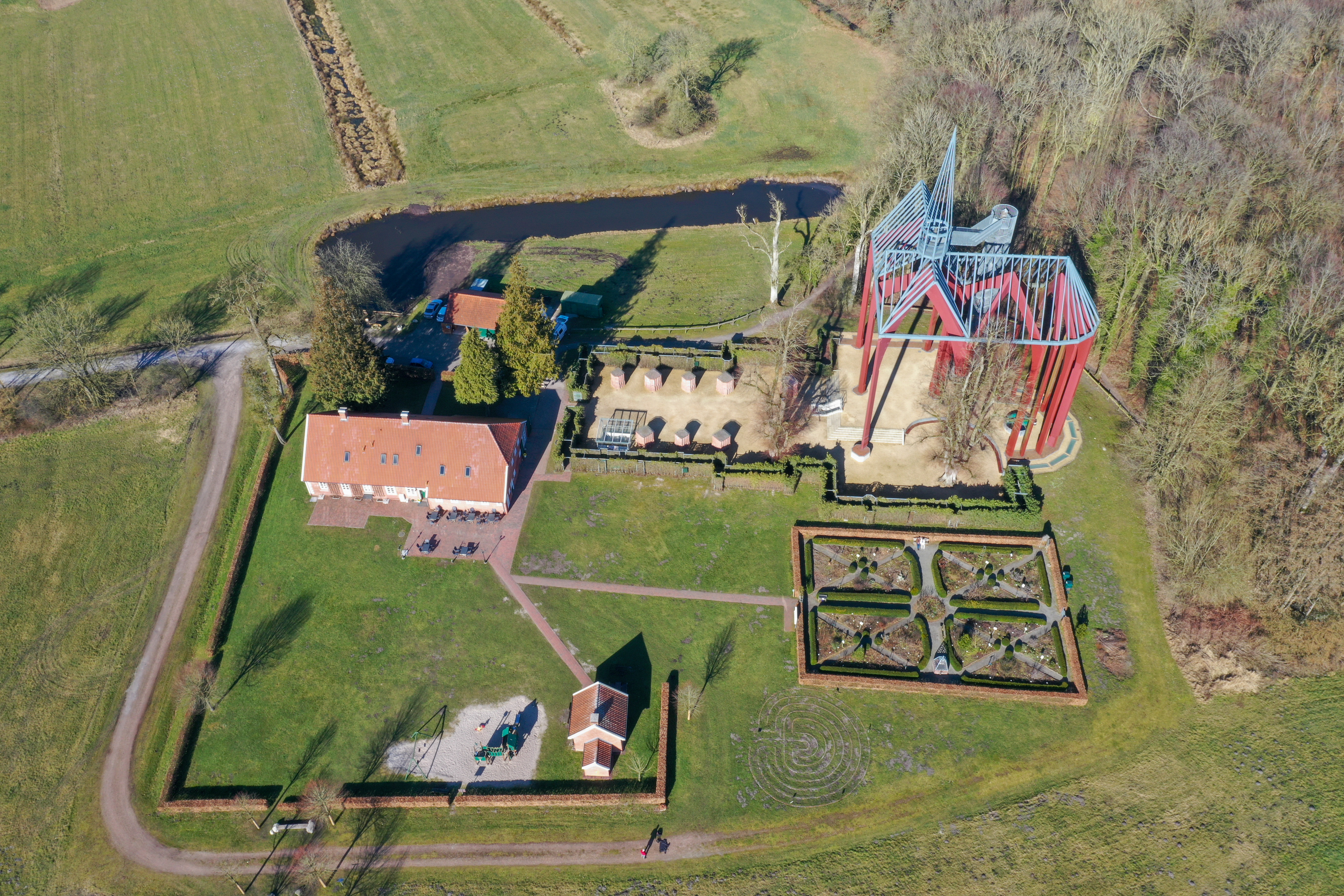
Gesamtansicht des Archäologischen Parks mit Imagination der Klosterkirche

Die erste Gründung eines Klosters der Zisterzienser in Ostfriesland scheiterte in Ihlow Mitte des 12. Jahrhunderts. Erst der zweite Anlauf durch das Benediktiner-Doppelkloster Meerhausen bei Aurich war erfolgreich. Es hatte sich 1219 den Zisterziensern angeschlossen. Deren Regeln sahen eine striktere Trennung von Frauen- und Männerklöstern vor, so dass in Ihlow ein Männerkloster gegründet wurde.
Das Zisterzienserkloster Ihlow war eines der bedeutendsten unter den zahlreichen ostfriesischen Klöstern, die im 13. Jahrhundert begründet wurden. Es wurde 1228 von Mönchen aus dem Mutterkloster Aduard bei Groningen gegründet; der erste Abt wurde 1230 eingesetzt. Das Kloster spielte eine wichtige Rolle, denn es veränderte nicht nur die Besitzstrukturen, sondern brachte auch technische und organisatorische Neuerungen in die Region, verstärkte die Trockenlegung von Mooren und den Bau von Straßen und Wegen. Der Abt übernahm zentrale Funktionen im Deich- und Sielbau im westlichen Ostfriesland und in dessen Unterhalt. Das Kloster bildete zudem die Kanzlei des gesamtfriesischen Landfriedensbunds und war daher überregional einflussreich in Fragen der Friedewahrung. Diese Bedeutung manifestierte sich auch im Gebäude selbst. Die Klosterkirche war die größte zwischen Groningen und Bremen.
Infolge der Reformation wurde das Kloster von Ihlow 1529 zerstört, Altar und Orgel kamen nach Aurich. Im Streit um das Gebäude und die Ländereien setzte sich der Graf gegen die Landstände durch.

### Unter den Cirksena (1464–1744)

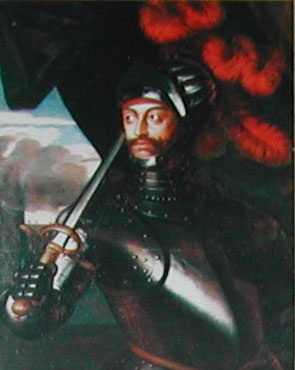
Ulrich I. Cirksena

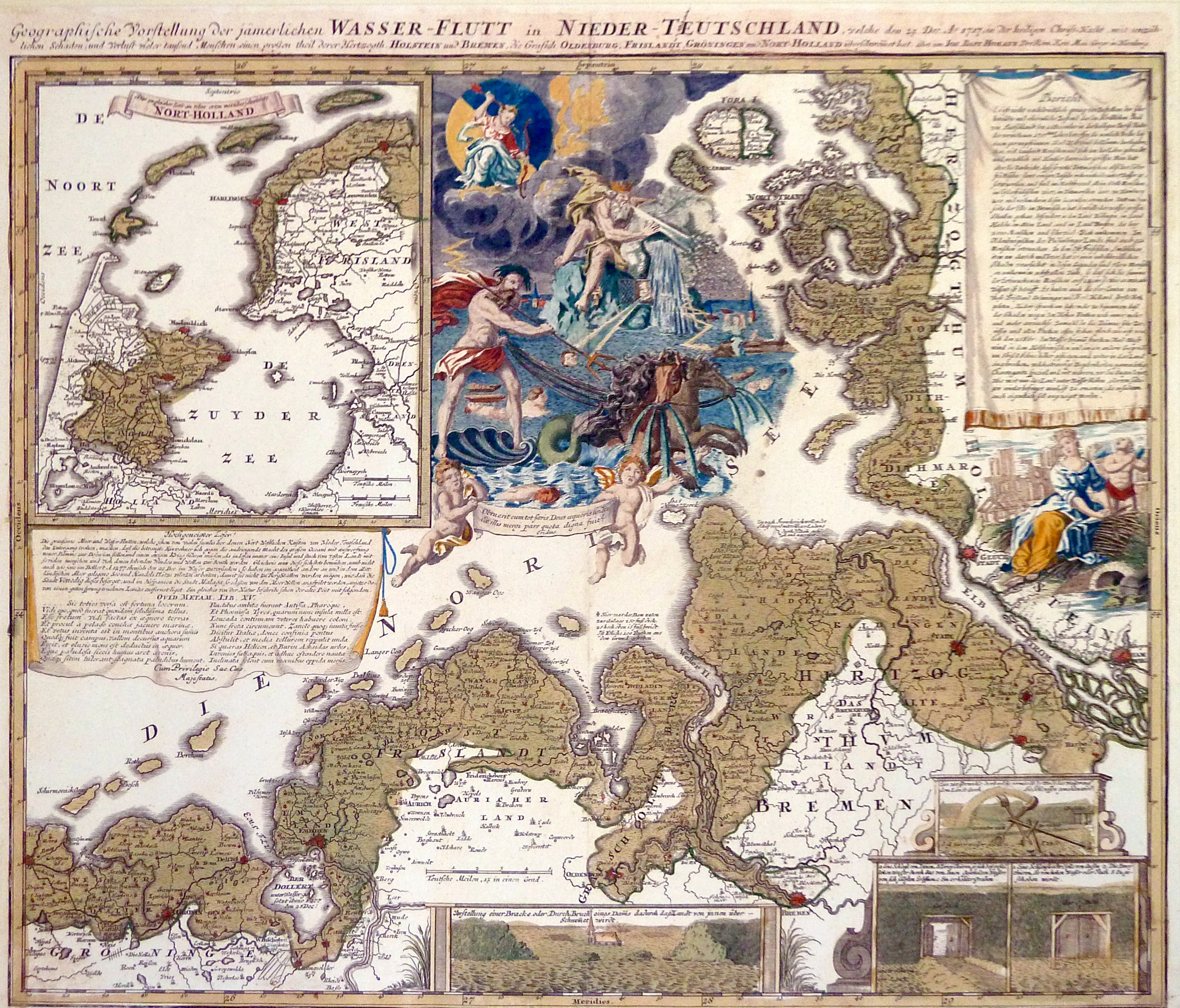
Karte des überschwemmten Gebietes

Am 1. Oktober 1464 erhob Kaiser Friedrich III. Ulrich Cirksena in den Reichsgrafenstand. Nach der Verleihung der Grafenwürde an die Cirksena gingen diese daran, ihr Herrschaftsgebiet in einzelne Verwaltungseinheiten aufzuteilen. Es entstand eine Ämterstruktur. Das vorliegende Gebiet gehörte zum Amt Aurich, dem größten innerhalb der Region, das in etwa von Marienhafe bis Großefehn reichte.
Bereits um 1550 waren Bürger aus Emden und Oldersum im heutigen Gemeindegebiet damit befasst, für die eigene Brennstoffversorgung Torf in den Mooren abzugraben. Über das Fehntjer Tief und seine Seitenarme wurde der Torf abtransportiert. Die Nutzung der Moore war zu jener Zeit jedoch noch auf die Randlagen derselben beschränkt.
Im Dreißigjährigen Krieg wurde Ostfriesland dreimal (1622–1624, 1627–1631 und 1637–1651) von fremden Truppen eingenommen und als Quartier benutzt, wenn auch keine größeren Kampfhandlungen stattfanden. Von 1622 bis 1624 besetzten die Mansfelder Ostfriesland. Die Orte in der Umgebung litten unter der Besetzung durch die Truppen. Die beiden folgenden Besetzungen bedeuteten zwar ebenfalls Belastungen durch Kontributionen. Die Besatzer von 1627 bis 1631 jedoch, kaiserliche Truppen unter Tilly, „hielten Manneszucht und vermieden Ausschreitungen“, desgleichen die von 1637 bis 1651 in Ostfriesland einquartierten hessischen Truppen unter Wilhelm V. von Hessen-Kassel. Auch materiell stellte sich die Situation unter den beiden Besetzungen anders dar als unter Mansfeld: Es wurden zwar Kontributionen eingetrieben, doch wurden diese auch wieder in der Region ausgegeben. Während des Krieges brach in Ostfriesland die Pest aus, Todeszahlen für das vorliegende Gebiet sind jedoch nicht dokumentiert.
Die Besiedlung der Moore, die die größte Fläche der Gemeinde darstellen, durch Fehnkolonien begann 1637 in Lübbertsfehn, das damit eine der ältesten Fehnsiedlungen Ostfrieslands ist. Der Ortsteil wurde ursprünglich Ostersander Vehn genannt, später dann aber nach seinem Gründer, dem Emder Kaufmann Lübbert Cornelius, benannt. Hüllenerfehn folgte 1639. Ursprünglich wurde der Ort Westersander Vehn genannt, später jedoch wegen der leicht hügeligen Umgebung in Hüllenerfehn umbenannt. Wie auch Teile der Nachbargemeinde Großefehn wurden Teile Ihlows von Emder Unternehmern angelegt, um Torf abzubauen, der dann über eigens angelegte Fehnkanäle sowie das Fehntjer Tief in die Seehafenstadt gebracht wurde. Torf war durch die Wirren des Dreißigjährigen Krieges und durch ein 1621 verhängtes Ausfuhrverbot der Niederlande, die bis dahin Torf-Hauptlieferant Ostfrieslands waren, knapp geworden.
Die Weihnachtsflut im Jahre 1717 hatte für die Dörfer im heutigen Gemeindegebiet verheerende Folgen. Bis auf die höher gelegenen Geestdörfer war es komplett überschwemmt. Am Kirchturm von Riepe ist noch heute eine Flutmarke zu erkennen. 15 Menschen ertranken in dem Ort, in Hüllenerfehn waren es sieben. Zum Vergleich: Im gesamten Amt Aurich kamen nach einer zeitgenössischen Übersicht des Prädikanten Jacobus Isebrandi Harkenroth 92 Menschen ums Leben. Der Viehbestand erlitt starke Verluste. Hier wie auch in den anderen Orten wurden die Häuser zum Teil so schwer beschädigt, dass Siedlungsteile aufgegeben wurden und auf die Geest nach Ostersander verlegt wurden. Auf die Verheerungen der Flut folgte eine Phase des wirtschaftlichen Niedergangs und der Armut.

### Preußische Herrschaft (1744–1806/15)
Ostfriesland kam 1744 zu Preußen. Nach einer von preußischen Beamten gefertigten Gewerbestatistik waren die unmittelbar benachbarten Orte Riepe und Ochtelbur im heutigen Gemeindegebiet die mit Abstand bedeutendsten Wirtschaftszentren: In Riepe wurden 29 Kaufleute und Handwerker gezählt, in Ochtelbur 22. Die Zahl für Riepe wurde im Amt Aurich, dem größten Ostfrieslands, nur noch von Marienhafe, Großefehn, Timmel und Bagband übertroffen. In Riepe gab es jeweils fünf Bäcker, Schuster und Zimmerleute, je vier Maurer und Schneider, drei Kaufleute, zwei Schmiede und einen Böttcher. In Ochtelbur fanden sich vier Kaufleute, je drei Bäcker, Maurer und Zimmerleute, je zwei Schneider und Schuster sowie jeweils ein Barbier, Drechsler, Glaser, Färber und Schmied. Demgegenüber fielen die Orte Bangstede (neun Kaufleute und Handwerker), Barstede (drei), Fahne (zwei), Hüllenerfehn (fünf), Lübbertsfehn (neun), Ostersander (sechs), Westerende-Kirchloog (acht) und Westerende-Holzloog (sechs) deutlich ab.

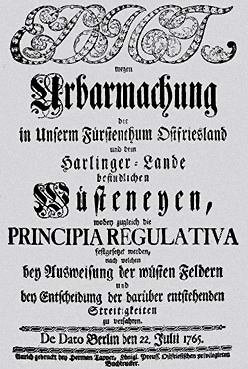
Urbarmachungsedikt von 1765

Das 1612 errichtete Jagdschloss im Ihlower Forst wurde 1756, wie so viele Burgen und Festungen in Ostfriesland in jenem Jahrzehnt, abgerissen. Stattdessen wurde dort ein Jägerhaus neu errichtet. Der dortige Jäger kam in den folgenden Jahrzehnten häufig zum Einsatz, um das weitverbreitete Wild im Ihlower Forst zu dezimieren, da sich die Bauern der Umgebung häufiger über zunehmenden Wildbiss beklagten.
Während des Siebenjährigen Krieges wurde Ostfriesland zweimal von französischen Truppen besetzt, wobei besonders die zweite Besetzung durch den Marquis de Conflans 1761/62 erhebliches Leid für die Einwohner bedeutete. Am 27. September 1761 zog die Auricher Besatzung des Marquis von Aurich nach Emden und verübte unterwegs zahlreiche Gräueltaten: Ein alter Mann in Bangstede und weitere Personen sollen ermordet worden sein. In Barstede wurde der Priester gefangen genommen und zur Herausgabe der Kirchengeräte gezwungen; Ochtelbur und Riepe wurden geplündert.
Mit dem Urbarmachungsedikt (1765) wurde auch in Ostfriesland der Landesausbau vorangetrieben. In der zweiten Hälfte des 18. Jahrhunderts wurden in Ostfriesland mehr als 80 neue Moorkolonien angelegt. Auf dem Ihlower Gebiet entstanden 1780 Ihlowerfehn (benannt nach dem Kloster Ihlow) und 1798 Ludwigsdorf, das einige Jahre später nach dem Präsidenten der Auricher Kriegs- und Domänenkammer, Ludwig von Vincke, benannt wurde.
In den Jahren 1798/99 wurde zwischen Emden und Aurich der Treckschuitenfahrtskanal (heutiger Name Treckfahrtstief) angelegt, der durch die heutige Gemeinde Ihlow führte. Mit Schuten, die von Pferden getreidelt wurden, beförderte die Treckfahrtsgesellschaft Post, Stückgut und Passagiere. Daraus ergibt sich auch der Name des Kanals. „Trecken“ ist ostfriesisches Plattdeutsch und heißt „ziehen“. Beim Mittelhaus nahe Riepe wurden die Pferde gewechselt. Die Betreibergesellschaft litt in den Folgejahren unter den ständig wechselnden Herrschaften: 1806 kam Ostfriesland zum Königreich Holland, 1810 an Frankreich und 1815 schließlich an das Königreich Hannover. Sie konnte sich auch später nicht langfristig etablieren, da der Plan, den Kanal durch die gesamte ostfriesische Halbinsel zu führen, nicht zuletzt an Finanzierungsmängeln scheiterte. Erst in den Jahren 1880 bis 1888 wurde der Plan aus dem Beginn jenes Jahrhunderts umgesetzt, den Kanal zu verlängern. Er wurde bis Wilhelmshaven ausgebaut und fortan Ems-Jade-Kanal genannt. Für die Treckfahrtsgesellschaft kam das zu spät: Der Bau von Chausseen und Bahnlinien in Ostfriesland bedeutete in den 1860er-Jahren das Aus für die Gesellschaft. Schiffsverkehr gab es gleichwohl auch weiterhin. Unter anderem nutzten die Anrainer den Kanal zum Transport landwirtschaftlicher Produkte nach Aurich und Emden, die Einwohner von Barstede etwa für den Transport ihrer Butter.

### Hannoversche Zeit und Kaiserzeit (1815–1918)
Während der Zugehörigkeit Ostfrieslands zum Königreich Hannover gehörte das vorliegende Gebiet zum Amt Aurich. Der Großteil Ihlows bildete darin die Untervogtei Riepe innerhalb der Vogtei Aurich. Zu ihr gehörten die Kirchspiele Riepe, Ochtelbur, Barstede, Bangstede, Fahne und Westerende, aber auch Wiegboldsbur, Bedekaspel und Forlitz-Blaukirchen (heute Südbrookmerland). Der Osten des vorliegenden Gebietes mit Ostersander, Westersander, Ihlowerfehn, Lübbertsfehn, Hüllenerfehn, Ludwigsdorf und dem Klosterbezirk gehörte zur Untervogtei Weene innerhalb der Vogtei Holtrop. Der Süden um Simonswolde hingegen gehörte zu jener Zeit überhaupt nicht zum Auricher Amt, sondern zum Emder und war dort der Herrlichkeit Oldersum zugeordnet. Die Einwohnerzahlen der Dörfer unterschieden sich teils sehr deutlich: Während für die frühen 1820er-Jahre für Westerende 464 Einwohner angegeben wurden, waren es in Bangstede 242, in Barstede 175, im Riepster Hammrich 123, in Ochtelbur 324, in Ostersander 200, in Westersander 220, in Hüllenerfehn 141, in Lübbertsfehn 257, in Ludwigsdorf 98, in Ihlowerhörn 89 und in Riepe hingegen über 600. Ihlowerfehn hatte zu jener Zeit 201 Einwohner, wuchs aber in den ersten 20 Jahren des 19. Jahrhunderts kaum noch, weil das Moor entlang des Ihlowerfehnkanals bereits abgegraben war und eine Verlängerung des Fehnkanals den Bau einer Schleuse erfordert hätte – vor den damit verbundenen Kosten schreckten die Kolonisten jedoch zurück. Der abgestochene Torf musste also zunächst per Wagen zum Anleger in Ihlowerfehn gekarrt werden, was den Torf im Vergleich zu demjenigen aus anderen Fehnsiedlungen Ostfrieslands verteuerte.
Durch die Gemeinde führten in der Hannoverschen Zeit zwei Wege, die von Aurich nach Emden führten. Einer der beiden über Westerende und Riepe war im Winter fast regelmäßig überschwemmt, wohingegen der neben dem Treckfahrtskanal gebaute, höher gelegene Weg im Winter trocken blieb. Landwirtschaftlich war in den Niederungsgebieten rund um Riepe, Ochtelbur und Simonswolde die Gänsehaltung auf den wasserreichen Gemeindeweiden von großer Bedeutung. Insbesondere das Flachland rund um Riepe war bis weit ins 19. Jahrhundert hinein noch von einer Vielzahl kleinerer Binnenmeere geprägt. Unter Wasser standen oftmals auch die ausgedehnten Weiden, die sich von Westerende im Norden bis nach Simonswolde im Süden erstreckten und nicht nur von den Anwohnern, sondern teils auch von Auricher Bürgern als Viehweiden genutzt wurden. Die Entwässerung stellte sich zu Anfang des 19. Jahrhunderts allerdings immer noch als großes Problem dar.

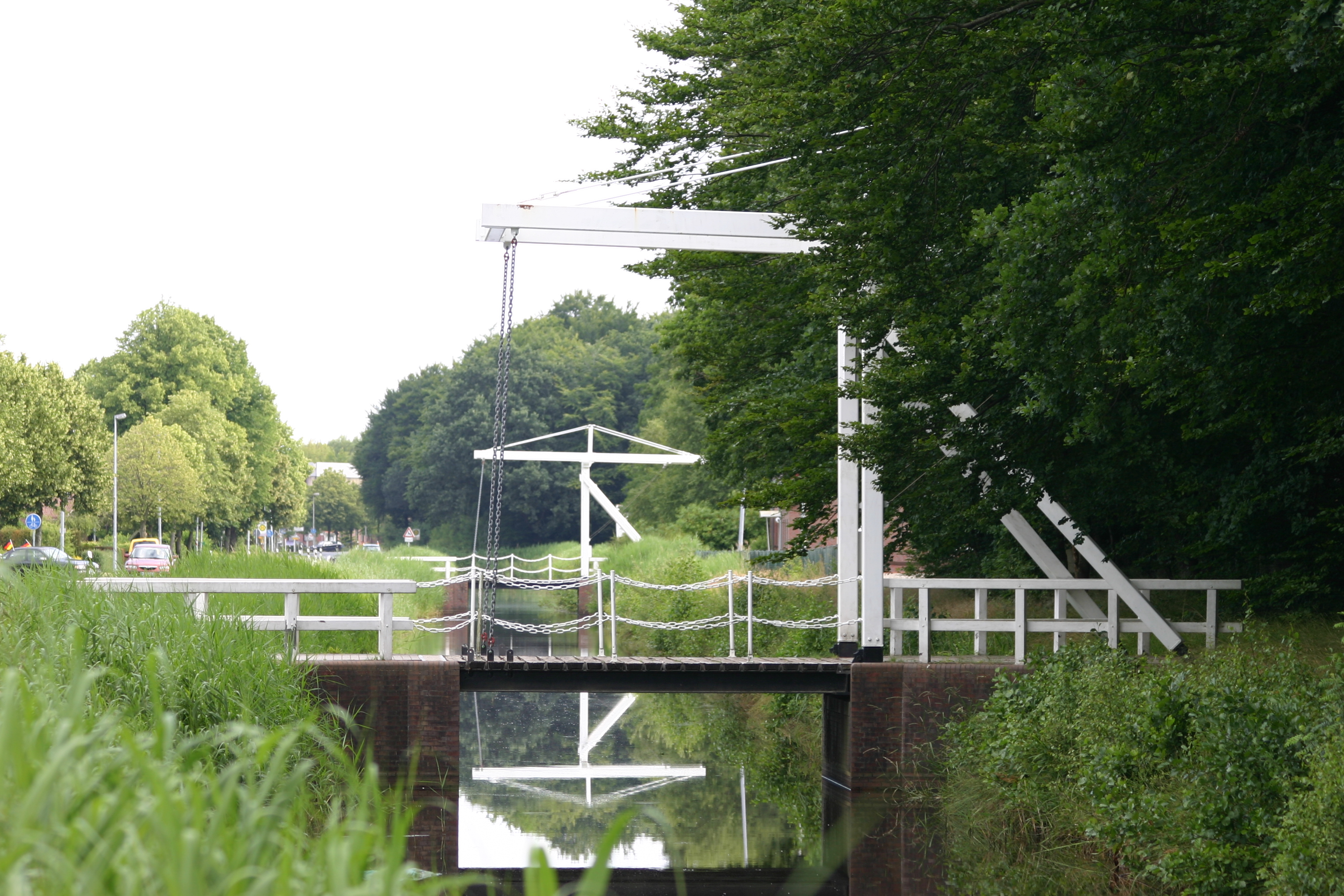
Fehnkanal mit Klappbrücken in Ihlowerfehn

In der ersten Hälfte des 19. Jahrhunderts nahm die Bedeutung der Schifffahrt für die Fehnbewohner in Ihlowerfehn stetig zu. Im Gegensatz zu den Bewohnern von Großefehn, Warsingsfehn oder Rhauderfehn blieb es in Ihlowerfehn jedoch bei der Binnenschifffahrt auf dem ostfriesischen Kanalnetz, die im Wesentlichen aus dem Transport des Torfs in die Städte Emden und Leer sowie die umliegenden Marschgebiete bestand. Zugleich gewannen Werftbetriebe an Bedeutung. Gab es 1816 in Ihlowerfehn gerade einmal 19 Binnenschiffe, so war der Bestand bis 1848 bereits auf 44 gestiegen und erreichte 1882 mit 50 seinen Höhepunkt. Danach setzt allerdings ein spürbarer Rückgang ein, 1900 waren nur noch 30 Schiffe registriert. Eine Ursache war die steigende Kohleförderung, die nach und nach den Torf als Brennstoff verdrängte. Außerdem litten die Binnenschiffer unter der zunehmenden Konkurrenz der Eisenbahn.
Die Schifffahrt blieb jedoch als Arbeitsmarkt weiter von hoher Bedeutung. Zuvor selbstständige Schiffer ließen sich bei Reedern in anderen Orten anheuern, namentlich in Emden und Leer, aber auch darüber hinaus. Von Bedeutung waren etwa die Emder Heringsfischerei, aber auch Reedereien im Überseeverkehr. Bis in die 1960er Jahre rekrutierten die Schifffahrtsunternehmen viele ihrer Kapitäne, Steuerleute und Matrosen aus den Fehnsiedlungen, wo im Laufe der Jahrzehnte eine Berufstradition als Seefahrer entstanden war. Auch der Schiffbau blieb in Ihlowerfehn in kleinerem Rahmen von Bedeutung, wenn auch die Werft des Schiffbaumeisters Cassen Cassens dem Trend zu größeren Schiffen folgte und sein Unternehmen in den Seehafen Emden verlegte (1875).
Für die beiden anderen Fehnsiedlungen Lübbertsfehn und Hüllenerfehn ergab sich hingegen ein anderes Bild. 1816 verfügten die Schiffer aus Lübbertsfehn über zwölf Schiffe, davon acht Torfschiffe für den Binnenverkehr und vier Seeschiffe für den küstennahen Verkehr. Ähnlich in Hüllenerfehn: Hier waren es elf, davon sechs für den kleinen Seeverkehr. Bereits 1862 gab es nur noch drei Schiffe in beiden Fehnen zusammen. Die Lübberts- und Hüllenerfehntjer gingen im Laufe des 19. Jahrhunderts mehr und mehr dazu über, ihre Lebensgrundlage in der Landwirtschaft zu suchen. Dazu passt, dass die durchschnittliche Besitzgröße der Kolonisten in Hüllenerfehn mit 6,5 Hektar und in Lübbertsfehn mit 5,5 Hektar größer war als in allen anderen ostfriesischen Fehnkolonien.

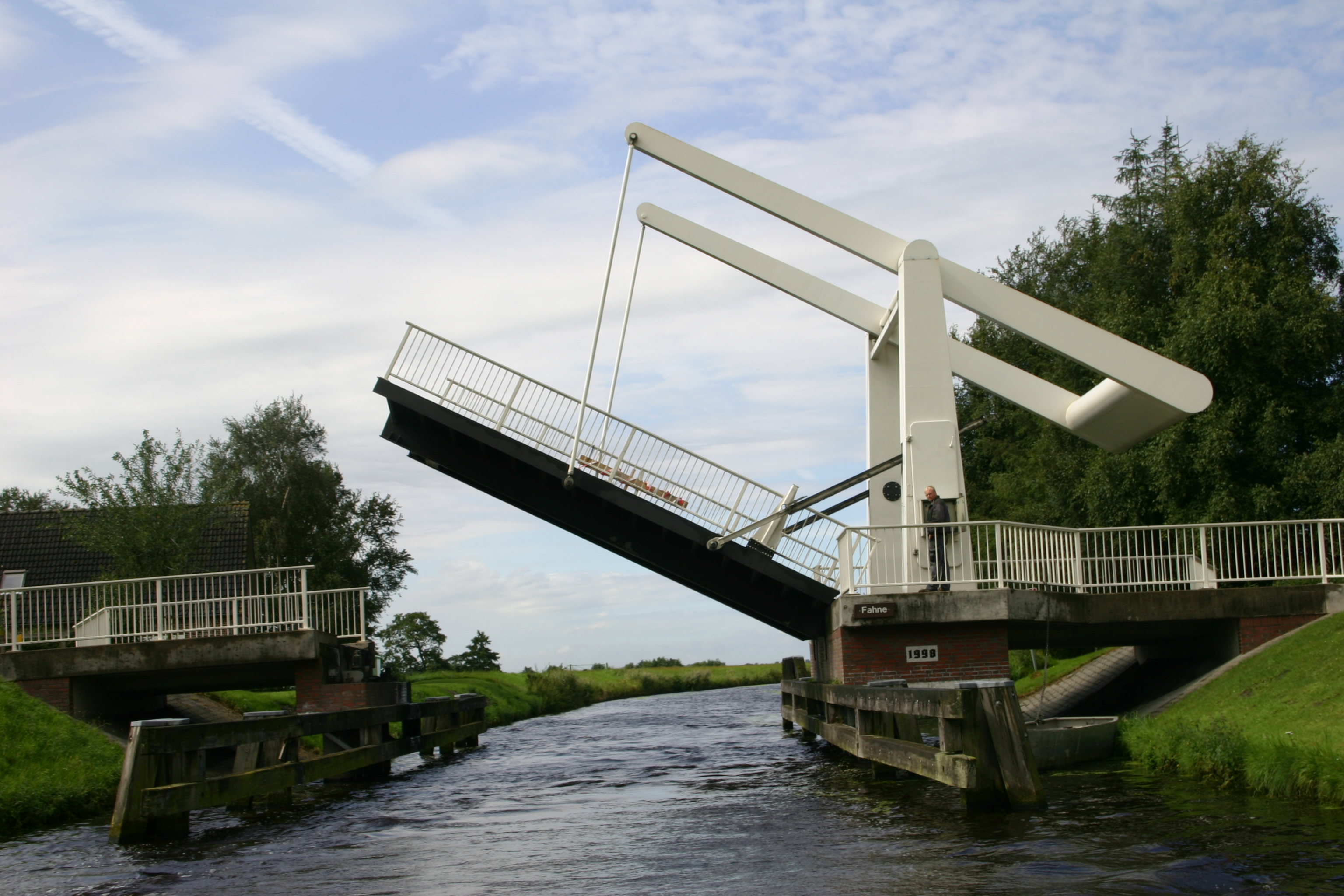
Brücke über den Ems-Jade-Kanal im Ortsteil Fahne

Der Ausbau der Infrastruktur wurde im Kaiserreich vorangetrieben. So entstand um 1876 die geklinkerte Straße von Oldersum über Riepe, Ochtelbur und Westerende-Kirchloog nach Aurich (heutige L 1). 1911 wurden auch die etwas abseits gelegenen Orte Lübbertsfehn und Hüllenerfehn durch eine Klinkerstraße an das Straßennetz angeschlossen.
Durch das Gemeindegebiet wurde in den Jahren 1880 bis 1888 der Ems-Jade-Kanal angelegt, der Emden und Wilhelmshaven verbindet. Das Treckfahrtstief wurde in diesen einbezogen, jedoch die Anlegung von Schutzdeichen nötig. Der Bau des Ems-Jade-Kanals bedeutete nicht nur Lohn und Brot für die Arbeiter, die ihn acht Jahre lang aushoben. Er verbesserte auch die landwirtschaftlichen Rahmenbedingungen der anliegenden Gemeinden, weil auf ihm Dünger leichter in größeren Mengen herbeigeschafft werden konnte.

### Weimarer Republik
Der gesamte Landkreis Aurich (= Altkreis Aurich, also die heutigen Kommunen Aurich, Ihlow, Südbrookmerland, Großefehn und Wiesmoor) gehörte schon früh zu den Hochburgen der völkischen und später nationalsozialistischen Parteien im Nordwesten des heutigen Niedersachsens. Ihlow bildete dabei keine Ausnahme.
Wie im gesamten Nordwesten Niedersachsens erhielt in der Weimarer Republik die Landvolkbewegung Auftrieb, nachdem sich 1927 eine Missernte ereignet und die Bauern zusehends in Existenznöte gebracht hatte. Durch die Konzentration auf Mengen statt auf Qualität waren die Probleme jedoch zum Teil auch hausgemacht. Wie in anderen Landesteilen flatterte die schwarze Fahne, Symbol der Schwarzen Schar des Florian Geyer im Bauernkrieg, als Zeichen des Protests. Am 5. Januar 1928 kam es in Aurich zu einer Großdemonstration von Landwirten aus der Region, an der 4000 Menschen teilnahmen. Die Nationalsozialisten mit ihrer Blut-und-Boden-Ideologie sahen sich als Sachwalter der Nöte der Landwirte und fanden in vielen Gemeinden entsprechenden Zulauf.
Bei der Reichstagswahl 1928 erreichte die NSDAP im Landkreis Aurich im Reichsvergleich weit überdurchschnittliche Ergebnisse. Während sie deutschlandweit auf 2,6 Prozent der Stimmen kam, waren es im Landkreis Aurich 13,4 Prozent. Zu den Hochburgen der Partei zählten unter anderem Bangstede und Westersander, wo die NSDAP die meisten Stimmen holte. Diese gewann sie gleichermaßen von der linksliberalen DDP, von der rechtsliberalen DVP und der rechtsextremen DNVP.
Am 16. Oktober 1928 hatte sich in Aurich eine NSDAP-Ortsgruppe gegründet, in die auch Mitglieder aus dem Umland eintraten. In der Folgezeit sprach ein NS-Redner unter anderem in Riepe. Die Kreistagswahlen des Jahres 1929 brachten für die Nationalsozialisten zwar Stimmverluste gegenüber der Reichstagswahl im Jahr zuvor, jedoch war dies nicht zuletzt darauf zurückzuführen, dass auf kommunaler Ebene mehr von lokalen Persönlichkeiten geführte Freie Listen erfolgreich waren. Zumeist waren diese dem konservativen Spektrum zuzuordnen. Bei der Kreistagswahl zog aus dem vorliegenden Gebiet für die SPD der Baukontrolleur Gerd Hinrichs aus Westerende-Kirchloog in den Kreistag, für die NSDAP der Simonswoldmer Landwirt Aisse Stromann sowie als „Unabhängige“ der Hüllenerfehntjer Gemeindevorsteher Albert Albers und der Landwirt Gerhard Damm aus Riepsterhammrich. Nach dem Ausbruch der Weltwirtschaftskrise 1929 und noch vor dem Scheitern der Koalitionsregierung in Berlin im März 1930 intensivierte die NSDAP ihre Propaganda auch im Landkreis Aurich. Im Januar kam es zu mehreren Kundgebungen im Kreis, eine darunter im Fahnster Krug in Fahne.
Bei einer NSDAP-Versammlung in Aurich, die im Februar unmittelbar an eine Landvolk-Veranstaltung anknüpfte, zeigte sich bereits ein Aufeinanderzugehen der beiden Gruppierungen. Schließlich erkannte auch die Auricher (und ostfriesische) SPD die Gefahren, die dem stärker werdenden Nationalsozialismus in der Region innewohnte. Besonders der Reichstagsabgeordnete und Herausgeber des sozialdemokratischen Wochenblatts Volksbote, Hermann Tempel, sprach in der Folgezeit vermehrt vor Anhängern in der Region. Dennoch gelang es den Nationalsozialisten bei der Reichstagswahl 1930, ihr Stimmenergebnis mehr als zu verdoppeln: von 13,4 auf 30,6 Prozent. Die DNVP erhielt weitere 23,8 Prozent, so dass die extreme Rechte gemeinsam bereits bei jener Wahl auf eine absolute Mehrheit kam. In der Folgezeit weitete die NSDAP auch ihre Parteigliederung durch Gründung neuer Ortsgruppen aus. Bis dahin hatte es lediglich in Aurich eine Ortsgruppe gegeben, zu den ersten außerhalb der Stadt zählte die Ortsgruppe Weene, die Schirum, Ostersander und Westersander umfasste. Die noch 1930 gegründete Ortsgruppe wurde von Walter Drange geleitet.
Zur mit weitem Abstand bestimmenden Kraft im Landkreis wurde die NSDAP in den folgenden drei Jahren. Sie gewann bei den Wahlen nicht nur – wie vielerorts – von den liberalen Parteien hinzu. Besonders in der ländlichen, kleinbäuerlich geprägten Umgebung Aurichs verdrängten die Nationalsozialisten auch die DNVP. Die NSDAP erhielt im März 1933 im Landkreis (die Stadt Aurich herausgerechnet) 71,7 Prozent der Stimmen, die DNVP nur 6,5 Prozent. Einzelne Orte traten dabei besonders hervor: In Bangstede erreichte die NSDAP 95,9 Prozent der Stimmen. Der Historiker Herbert Reyer sprach von einer „extrem(er) ausfallenden Ablehnung der Weimarer Demokratie im Auricher Umland, das sich 1932 endgültig als eine der ganz großen nationalsozialistischen Hochburgen im Reich erwiesen und stabilisiert hatte.“

### Nationalsozialismus
Die Bauern im Gemeindegebiet wurden im Reichsnährstand gleichgeschaltet. Die Verabschiedung des Reichserbhofgesetzes stieß bei vielen Bauern auf Proteste, da sie sich in ihrer wirtschaftlichen Entscheidungsfreiheit beschränkt sahen. In den Moorkolonien wie Ludwigsdorf oder Neu-Barstede kam hinzu, dass die landwirtschaftlichen Grundstücke oft zu klein waren, um eine Vollbauernstelle darzustellen. Das Verbot, Erbhöfe zu veräußern, traf somit diejenigen Betriebe an der unteren Größenbegrenzung eines Erbhofes von 7,5 Hektar ganz besonders. Obwohl es viele richterliche Urteile zugunsten der klagenden Kleinbauern gab, blieb der Anteil der Erbhofbauern in der Region dennoch über dem Reichsdurchschnitt. Bei der Durchsetzung der Erbhof-Regeln zeigte sich ein Sohn der Gemeinde besonders engagiert: Theodor Trauernicht aus Ostersander, der als Kreislandwirt fungierte.
Im Landkreis Aurich gab es 1933 insgesamt 30 Ortsgruppen der NSDAP. Insbesondere die jüngeren unter den Neumitgliedern wurden schon bei Parteieintritt aufgefordert, zugleich der SA beizutreten, was fast ausnahmslos geschah. Bei Kriegsbeginn 1939 gab es im heutigen Gemeindegebiet zwei SA-Stürme in Westerende und Riepe.
Während des Zweiten Weltkriegs gab es im Gemeindegebiet eine Reihe von Fremd- und Zwangsarbeiterlagern. Aus den Lagern in Ochtelbur und Bangstede entkamen in der Nacht vom 8. auf den 9. Juli 1942 insgesamt drei Gefangene, deren weiteres Schicksal unbekannt blieb.
Der Krieg endete im vorliegenden Gebiet erst Anfang Mai 1945. Am 3. Mai standen kanadische Truppen östlich vor Westersander. Weiter westlich bildeten in etwa der Großefehnkanal und das Fehntjer Tief noch den Frontverlauf. Um die Stadt Aurich angesichts der militärischen Lage vor der Zerstörung zu bewahren, fuhren am 4. Mai zwei Parlamentäre, Studienrat Friedrich van Senden und Ortskrankenkassenleiter Heinrich Alberts, über Ihlowerfehn und Lübbertsfehn in ein Quartier der Kanadier in Westgroßefehn, um über die kampflose Übergabe der Stadt zu verhandeln. Nach Bestätigung durch die militärische Führung in Aurich trat der Waffenstillstand am 5. Mai in Kraft, das vorliegende Gebiet wurde von den Alliierten besetzt.

### Nach 1945
Nach dem Krieg wurden auf dem heutigen Gemeindegebiet Flüchtlinge aus den Ostgebieten des Deutschen Reiches aufgenommen, allerdings mit ungleicher Verteilung: „Die Moorkolonien nahmen am wenigsten Flüchtlinge auf.“, heißt es in einer Untersuchung von Bernhard Parisius. Die Flüchtlinge kamen in einen Landkreis, der damals bereits von Arbeitsplatzmangel gekennzeichnet war. Hinzu kam das Fehlen von ausreichendem und gesundem Wohnraum. Im Tätigkeitsbericht der Auricher Kreisverwaltung für die Wahlperiode 1948–1952 heißt es dazu:

„Für alle diese Menschen war ausreichende Arbeit und Wohnraum nicht zu schaffen, zumal die Städte Emden und Wilhelmshaven zerschlagen und ihre Einwohner teilweise auch in den Kreis Aurich evakuiert waren. Zu diesem unnatürlichen und dem Leistungsvermögen des Kreises glatt widersprechenden Anwachsen der Bevölkerung wies die Militärregierung noch die Heimatvertriebenen ein. Das bedeutete eine Katastrophe für beide Teile: für den Kreis Aurich und für die Vertriebenen! Die nun wieder andauernde Arbeitslosigkeit trifft die Vertriebenen am meisten. Obwohl sie nur 15 v.H. der Einwohner ausmachen, sind sie mit rund 30 v.H. an der Arbeitslosigkeit beteiligt. Ebenso hart wirkt sich die Wohnungsnot aus. […] So bekamen die Vertriebenen meistens die schlechten Nebenräume, Sommerküchen, Upkamern, Milchkammern und Backhäuser zugewiesen, die ebenso ungesund wie menschenunwürdig sind wie die Nissenhütten und Baracken. Das Wohnungselend der Vertriebenen im Kreise Aurich wird vom Statistischen Landesamt bestätigt durch die Feststellung, „daß der Regierungsbezirk Aurich bei kleinster durchschnittlicher Wohnungsgröße die höchste Wohndichte in Niedersachsen hat“.“

1954 wurde damit begonnen, das landwirtschaftlich genutzte Gebiet im Riepster Hammrich mit dem Schlick zu überspülen, der bei Ausbaggerungen in der Ems, dem Fahrwasser des Emder Hafens, anfiel. Mehr als 100 Millionen Kubikmeter Schlick wurden zwischen 1954 und 1994 auf die Felder gespült, die danach trocken fielen. Die Böden wurden dadurch erheblich aufgewertet.
Die Gemeinde entstand am 1. Juli 1972 im Rahmen der Gemeindegebietsreform durch den Zusammenschluss der zwölf selbstständigen Gemeinden Bangstede, Barstede, Ihlowerfehn, Ihlowerhörn, Ludwigsdorf, Ochtelbur, Ostersander, Riepe, Riepsterhammrich, Simonswolde, Westerende-Holzloog und Westerende-Kirchloog.
Ab 1973 begann die Ostfriesische Landschaft mit systematischen Ausgrabungen auf dem Gelände des ehemaligen Zisterzienserklosters, bei dem zunächst Wirtschaftsgebäude erfasst wurden. Im Jahre 1977 wurden die Fundamente der Klosterkirche, Teile des Fußbodens sowie mehrere Gräber gefunden. Um die Dimensionen der Kirche erfahrbar zu verdeutlichen, wurde der Grundriss 1986 mit Ziegelsteinen rekonstruiert. Seit dem Jahr 2000 gab es Pläne, auf dem Gelände der früheren Zisterzienserabtei einen archäologischen Park anzulegen. Die Bauarbeiten des 3 Millionen Euro teuren Projekts dauerten von 2005 bis 2009 an. Anfang 2007 fanden erneut Ausgrabungen auf dem Gelände statt. Die Fundamente der Klosterkirche wurden freigelegt und die Pfeiler rekonstruiert. Die als Stahlskulptur in abstrakter Form rekonstruierte Kirche ist seither Mittelpunkt des „Archäologischen Parks Klosterstätte Ihlow“. Dieses Vorhaben ist Teil des grenzüberschreitenden Projekts Zisterzienserstraße, das – mit Unterstützung der EU – Pilgerwege der Zisterzienser von Belgien bis Estland als europäisches Erbe erlebbar machen soll.
Der demografische Wandel hat die Gemeinde Ihlow stark erfasst. So gab es im Jahr 2010 162 Zehnjährige in der Gemeinde, aber nur 72 Neugeborene. Sehr ausgeprägt ist in Ihlow die Bildungsabwanderung vor allem von Menschen zu Beginn der Studium- oder Berufsbeginnphase.

## Politik

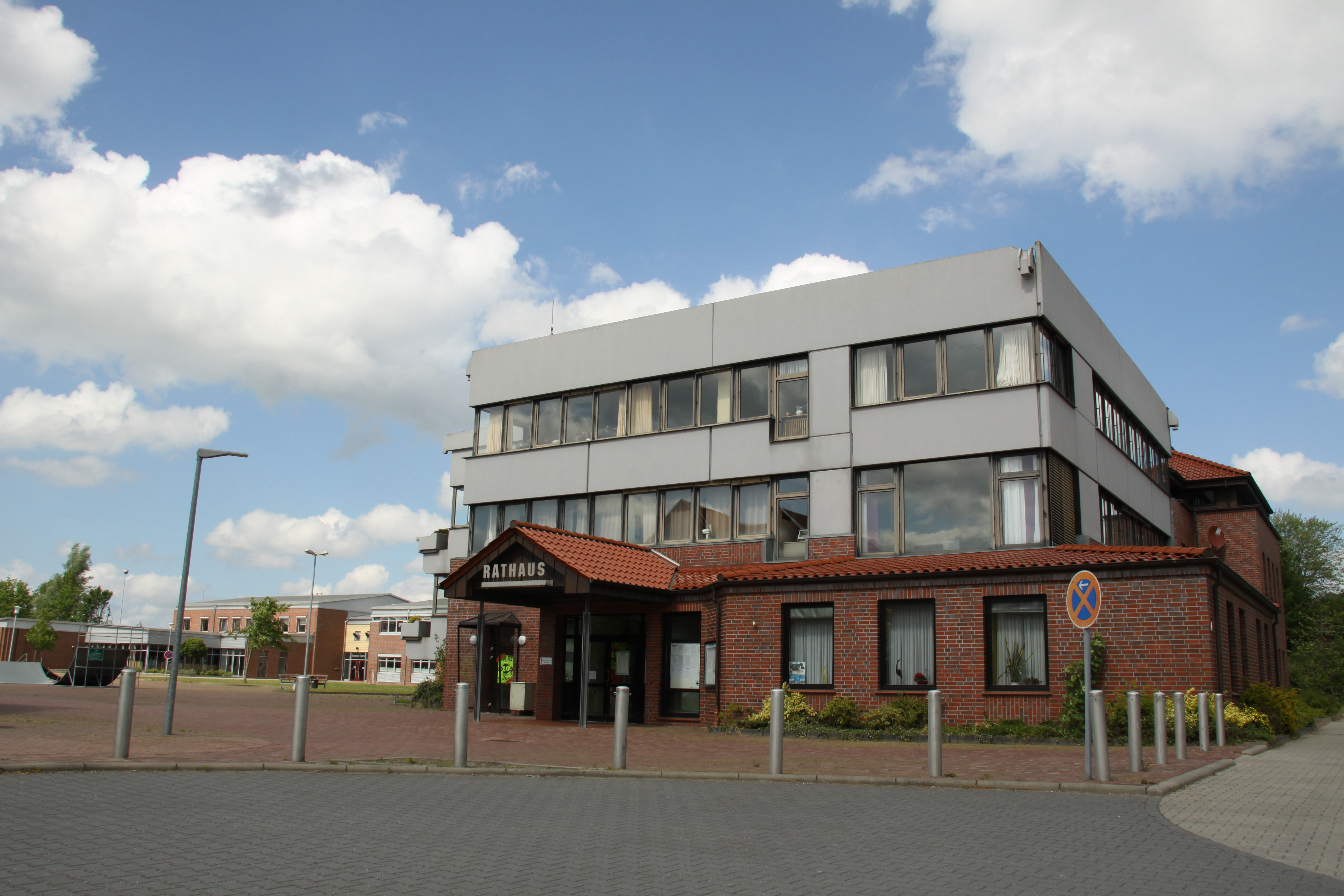
Das Rathaus der Gemeinde

Die Gemeinde Ihlow ist bei Wahlen – wie Ostfriesland in seiner Gesamtheit – traditionell eine Hochburg der SPD. Sie bleibt trotz des Verlustes der absoluten Mehrheit im Gemeinderat bei der Kommunalwahl 2011 mit Abstand die stärkste Partei und erzielt bei Landtags- und Bundestagswahlen das beste Ergebnis. Auch den Bürgermeister stellte bis zur Wahl des parteilosen Arno Ulrichs im Jahr 2021 für viele Jahre die SPD.
Bereits bei der Bundestagswahl 1949 zeichnete sich ab, dass die Sozialdemokraten besonders in den einwohnerstärkeren westlichen Dörfern wie Riepe, Simonswolde, Ochtelbur und Westerende-Kirchloog einen starken Rückhalt genossen. Sie gewannen dort ebenso wie in Ludwigsdorf, Bangstede, Barstede und Westerende-Holzloog. Im ländlich geprägten Riepster Hammrich gewann zwar die Deutsche Partei, in Ihlowerfehn, Ihlowerhörn und Ostersander hingegen, die ebenfalls ländlich geprägt waren, siegten die Christdemokraten. Trotz einzelner Ausnahmen – so war die CDU bei der Bundestagswahl 1969 in Ostfriesland sehr erfolgreich und errang in sechs der damals zwölf Gemeinden Ihlows die Mehrheit – blieb es dabei auch in den folgenden Jahrzehnten. Bei der „Willy-Brandt-Wahl“ 1972, die für die Sozialdemokraten Rekordwerte in Ostfriesland im Allgemeinen brachte, gelang auch der Durchbruch in bisherige CDU-Hochburgen wie Ostersander und Ihlowerhörn.
Politisch höchst umstritten in der Gemeinde Ihlow ist der geplante Autobahnzubringer für Aurich (B 210 neu), der durch das Gemeindegebiet führen soll. Bei der Wahl zum Landrat des Landkreises Aurich im September 2011 errang die Kandidatin Antje Groenewold, Ausbau-Gegnerin, in der Gemeinde Ihlow mehr Stimmen als der von den Ausbau-Befürwortern SPD und CDU unterstützte Kandidat Harm-Uwe Weber.

### Gemeinderat
Der Rat der Gemeinde Ihlow besteht aus 30 Ratsfrauen und Ratsherren. Dies ist die festgelegte Anzahl für eine Gemeinde mit einer Einwohnerzahl zwischen 12.001 und 15.000 Einwohnern. Die Ratsmitglieder werden durch eine Kommunalwahl für jeweils fünf Jahre gewählt. Hinzu kommt als stimmberechtigtes Mitglied kraft Amtes der Bürgermeister, Arno Ulrichs (parteilos). Die aktuelle Amtszeit begann am 1. November 2021 und endet am 31. Oktober 2026.
Die letzte Kommunalwahl am 12. September 2021 ergab das folgende Ergebnis:
| Partei                               | Stimmanteil | Sitze |
| ------------------------------------ | ----------- | ----- |
| SPD                                  | 51,82 %     | 16    |
| Unabhängige Wählergemeinschaft Ihlow | 19,38 %     | 6     |
| CDU                                  | 17,54 %     | 5     |
| Bündnis 90/Die Grünen                | 11,26 %     | 3     |

Die Wahlbeteiligung bei der Kommunalwahl 2021 lag mit 62,42 % über dem niedersächsischen Durchschnitt von 55,5 %.
Außerdem gibt es in zehn Ortschaften noch gewählte Ortsräte, die sich um rein örtliche Belange kümmern. In Bangstede und Riepsterhammrich übernehmen diese Aufgabe die jeweiligen Ortsvorsteher.

### Bürgermeister
Nach der Kommunalwahl vom 12. September 2021 ist Arno Ulrichs der neue Bürgermeister in der Gemeinde Ihlow. Er setzte sich bei der Wahl mit 65,04 % der abgegebenen Stimmen gegen seinen Mitbewerber Dennis Meiners durch, der 34,96 Prozent der Stimmen auf sich vereinen konnte. Sein Vorgänger Johann Börgmann (SPD) war im Mai 2014 mit 80,8 Prozent der Stimmen im Amt bestätigt worden. Zur Wahl 2021 trat er nicht an.

### Vertreter in Landtag und Bundestag
Im Niedersächsischen Landtag (Legislaturperiode bis 2027) sind zwei Abgeordnete aus dem Wahlkreis 86 Aurich (Aurich, Südbrookmerland, Ihlow, Großefehn, Brookmerland, Großheide) vertreten. Bei der letzten Landtagswahl in Niedersachsen vom 9. Oktober 2022 gewann der Auricher Sozialdemokrat Wiard Siebels das Direktmandat mit 44,7 % der Stimmen. Über die Landesliste der CDU zog Saskia Buschmann in den Landtag ein.
Bei Bundestagswahlen gehört Ihlow zum Wahlkreis 24 Aurich – Emden. Dieser umfasst die Stadt Emden und den Landkreis Aurich. Bei der Bundestagswahl 2025 wurde der Sozialdemokrat Johann Saathoff direkt wiedergewählt. Über Listenplätze der Parteien zog kein Kandidat der Parteien aus dem Wahlkreis in den Bundestag ein.

### Gemeindewappen, Flagge und Dienstsiegel
| Wappen von Ihlow | Blasonierung: „Im Wellenschnitt gespalten; vorn in Gold zwölf grüne Kleeblätter (2:3:2:3:2 gestellt), hinten in Rot wachsend ein goldener Abtsstab mit nach links gewendeter Krümme.“                                      |
| Wappen von Ihlow | Wappenbegründung: Die Kleeblätter symbolisieren die zwölf Ortsteile, der Abtsstab steht für das ehemalige Zisterzienserkloster. Die Wellenlinie in der Mitte symbolisiert die Gewässer der landestypischen Fehnlandschaft. |

Die Farben der Gemeinde sind rot (oben) und gelb (unten). Das Dienstsiegel enthält das Wappen und die Umschrift Gemeinde Ihlow, Landkreis Aurich.

### Kommunale Finanzen
Die Gemeinde Ihlow hat 2012 erstmals seit 1995 wieder einen Überschuss im Gemeindehaushalt erwirtschaftet. In den Jahren zuvor hatten sich – auch, aber nicht nur bedingt durch massive Investitionen – stets Defizite gebildet. Der Überschuss 2012 betrug 338.000 Euro. Für das Jahr 2022 plant die Kommune mit einem Defizit von 1,5 Millionen Euro.

### Partnergemeinde
Ihlow unterhält seit 1997 eine Partnerschaft mit der Gemeinde Baranów in Polen. Offiziell besiegelt wurde sie am 14. Juli 1997. Kontakte zu Baranów bestehen jedoch bereits seit 1993. Seitdem fanden mehrere gegenseitige Besuche von Delegationen statt. Die Partnerschaft zwischen den beiden Gemeinden war einer der Auslöser für die Partnerschaft zwischen dem Landkreis Aurich und dem Powiat Kępiński, dem Baranów angehört.

## Religion

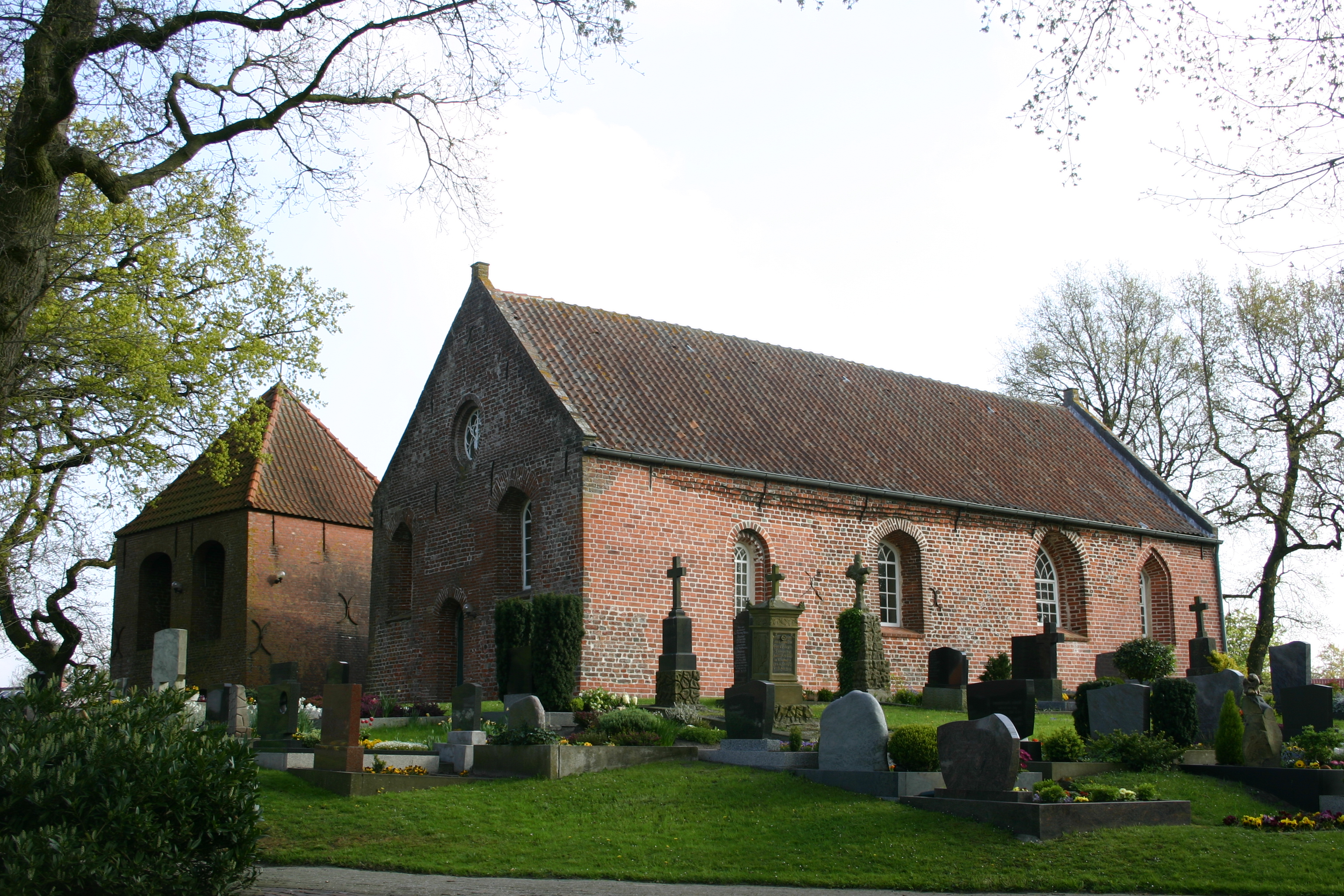
Die Ochtelburer Kirche

Im Mittelalter verlief durch das heutige Gemeindegebiet die Grenze zwischen den Bistümern Bremen und Münster. Der Nordosten mit Bangstede, Barstede, Weene und Westerende gehörte in kirchlicher Hinsicht zu Bremen, der Südwesten mit Riepe, Ochtelbur und Simonswolde zu Münster. Einflussreich war das Kloster Ihlow, das im Jahr 1228 gegründet wurde, infolge der Reformation aber 1529 aufgehoben wurde. Die Kirchengemeinden schlossen sich dem protestantischen Bekenntnis an und wurden mit Ausnahme des reformierten Simonswolde alle lutherisch. 1899 wurde die Kirchengemeinde Ihlow für die neue Fehnkolonie gegründet, die seit 1902 über ein eigenes Kirchengebäude verfügt. Die lutherischen Gemeinden gehören heute zum Kirchenkreis Aurich.
Freikirchen haben auf dem Gebiet der Samtgemeinde keine eigenständigen Kirchengemeinden. In der zweiten Hälfte des 19. Jahrhunderts bauten die Methodisten in Ihlowerfehn eine kleine Kapelle, die später aufgegeben wurde, als sich die Arbeit auf Aurich und Neuschoo konzentrierte.
Die Ihlower Katholiken sind Mitglieder der Auricher Gemeinde mit ihrer St.-Ludgerus-Kirche. Für Muslime ist die Eyüp-Sultan-Moschee in Emden die nächstgelegene Moschee.
Im Jahr 2024 traten bis zum 6. Dezember 135 Ihlower Bürger aus der Kirche aus (2023: 139). Die hohe Tendenz – zirka 1 % der Gesamtbevölkerung tritt jährlich aus – der letzten Jahre setzte sich somit fort.

## Wirtschaft und Infrastruktur

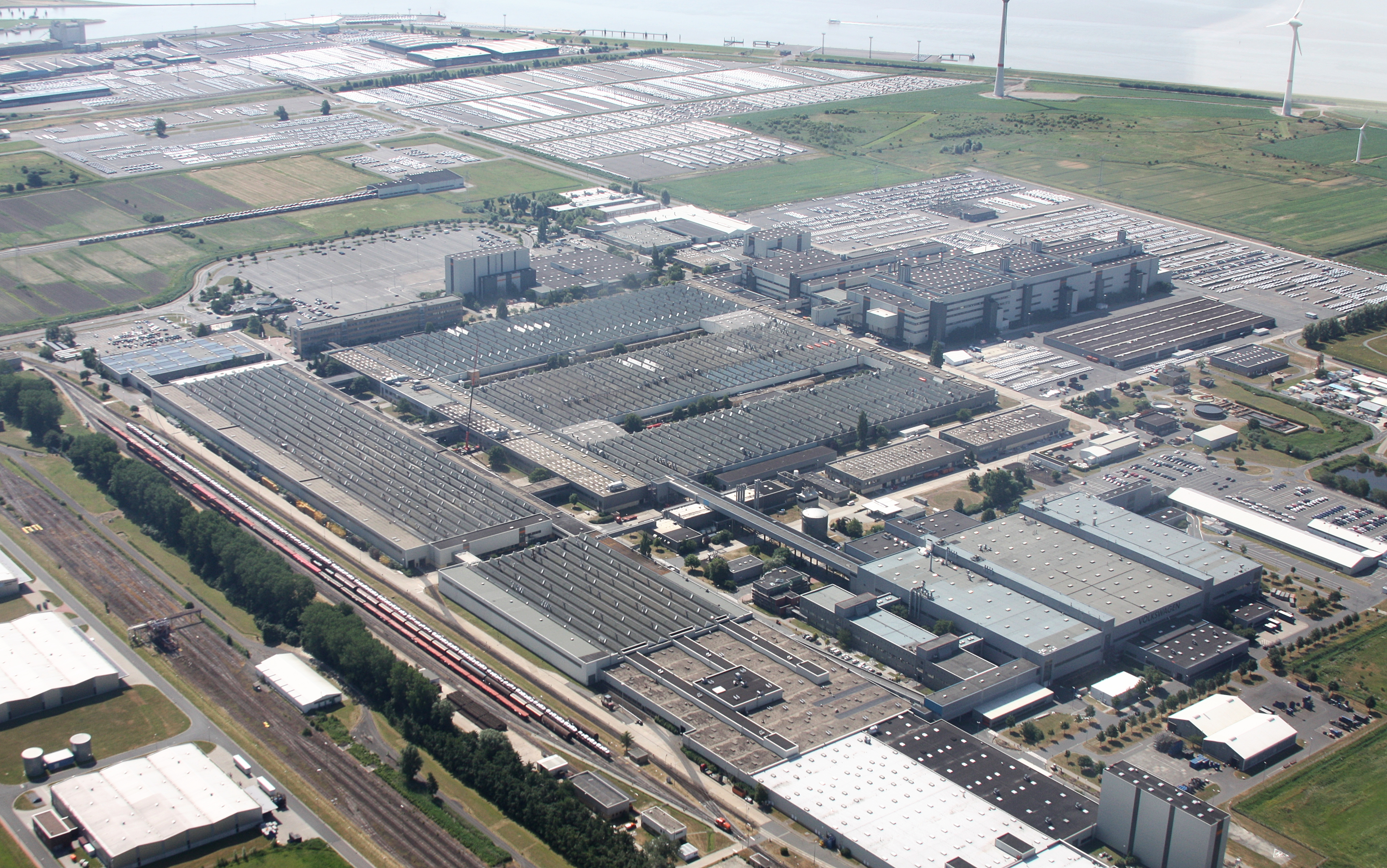
Ein Ziel der Pendler aus Ihlow: das Emder VW-Werk

Durch die Lage zwischen den Städten Aurich und Emden ist die Zahl der Auspendler hoch. Viele Ihlower sind bei Auricher Unternehmen und Behörden sowie Betrieben in Emden beschäftigt, wie etwa dem dortigen Volkswagenwerk. In der Gemeinde gab es im Jahr 2022 5.064 sozialversicherungspflichtig Beschäftigte am Wohnort und 258 Betriebe. Die Gemeinde verzeichnete 2335 Einpendler aus anderen Kommunen, aber 4159 Auspendler aus Ihlow, die ihren Lebensunterhalt jenseits der Gemeindegrenzen verdienten.
Gemessen an der Zahl der sozialversicherungspflichtig Beschäftigten am Arbeitsort, nimmt das Produzierende Gewerbe in Ihlow mit einem Anteil von 52 Prozent die führende Rolle ein. Weitere 29 Prozent entfallen auf den (allgemeinen) Dienstleistungssektor, 17 Prozent auf Handel, Gastgewerbe und Verkehr sowie 3 Prozent auf die Land- und Forstwirtschaft.
Separate Arbeitsmarktdaten für die Gemeinde Ihlow werden nicht erhoben. Gemeinsam mit den Städten Aurich und Wiesmoor sowie den Gemeinden Großefehn und Südbrookmerland bildet Ihlow den Bereich Geschäftsstelle Aurich innerhalb des Bezirks Emden-Leer der Agentur für Arbeit. Im Geschäftsbereich Aurich lag die Arbeitslosenquote im Mai 2022 bei 5 Prozent und damit 0,1 Prozentpunkte über dem niedersächsischen Durchschnitt.

### Ansässige Unternehmen
Produzierende Betriebe finden sich vor allem im größten Gewerbegebiet der Gemeinde, das in unmittelbarer Nähe zur Anschlussstelle Riepe an der A 31 liegt. Ansässig sind unter anderen mehrere Lebensmittelhersteller, eine Druckerei, ein Hersteller von Kesseln zur Feuerverzinkung und ein Betrieb der Kunststofftechnik. Im Gewerbegebiet in Bangstede ist ein größerer Autoverwerter tätig. Nach der Ansiedlung von Firmen im Gewerbegebiet Riepe erreichte Ihlow im Jahr 2022 einen Rekord bei den Gewerbesteuereinnahmen in Höhe von 8,1 Millionen Euro. Planungen für ein interkommunales Gewerbegebiet nahe Simonswolde in Autobahnnähe, das mit den Nachbargemeinden Südbrookmerland und Großefehn betrieben werden sollte, mussten 2010 aufgegeben werden: Der Boden dort war belastet, eine Aushebung des Bodens wäre zu teuer geworden.

### Landwirtschaft
Die Landwirtschaft war seit jeher der bestimmende Wirtschaftsfaktor in Ihlow und trägt auch heute zur Wertschöpfung bei. Durch Mechanisierung und Produktivitätssteigerung beschäftigt die Landwirtschaft jedoch nur noch eine schrumpfende Zahl von Menschen. So nahm die Zahl der landwirtschaftlichen Betriebe von 1991 bis 2007 um knapp die Hälfte ab, bei gleichzeitiger Vergrößerung der Betriebsflächen bestehender Betriebe. Damit gingen Flächenvergrößerungen der bestehenden Betriebe einher. Vorherrschend ist entsprechend der Moor- und Geestlage und der entsprechenden geringeren Bodengüte die Grünlandwirtschaft, also die Milchwirtschaft. Der Landkreis Aurich lag 2021 auf Platz 14 der größten Milcherzeuger-Landkreise in Deutschland, wozu die Gemeinde Ihlow aufgrund des hohen Flächenanteils der Landwirtschaft und der überdurchschnittlichen Gemeindeflächengröße in großem Umfang beiträgt. Die Milchlandwirte leiden seit einigen Jahren unter einem sehr niedrigen Milchpreis. Die Zahl der Milchviehhalter nahm zwischen 1991 und 2007 um etwas mehr als 60 Prozent ab, während die Zahl der Milchkühe um mehr als 13 Prozent sank. Damit war jedoch keine Verringerung der Milchmenge verbunden, da die Milchleistung pro Kuh deutlich zunahm. Die Ziegen- und Schweinehaltung ist im Vergleich zur Rinderhaltung ohne größere Bedeutung, Geflügelhaltung nimmt hingegen zu.
Lediglich im Riepster Hammrich, wo ab den 1950er-Jahren eine große Fläche mit Schlick überspült wurde, der bei Ausbaggerungen in der Ems anfällt, wurde die Bodengüte erheblich gesteigert. Dort wird dem Ackerbau der Vorzug gegeben. Angebaut werden vor allem Mais und Weizen. Der Mais wird überwiegend zur Gewinnung von Silage angebaut. Der starke Anstieg bei der Zahl der Biogasanlagen führte zu einer Ausweitung der Anbauflächen für Mais, die in Ostfriesland insgesamt zwischen 2005 und 2010 um 60 Prozent gewachsen sind. Damit ging eine Verteuerung der Landwirtschaftsflächen für Ackerland und Grünland um 31 und 40 Prozent einher.

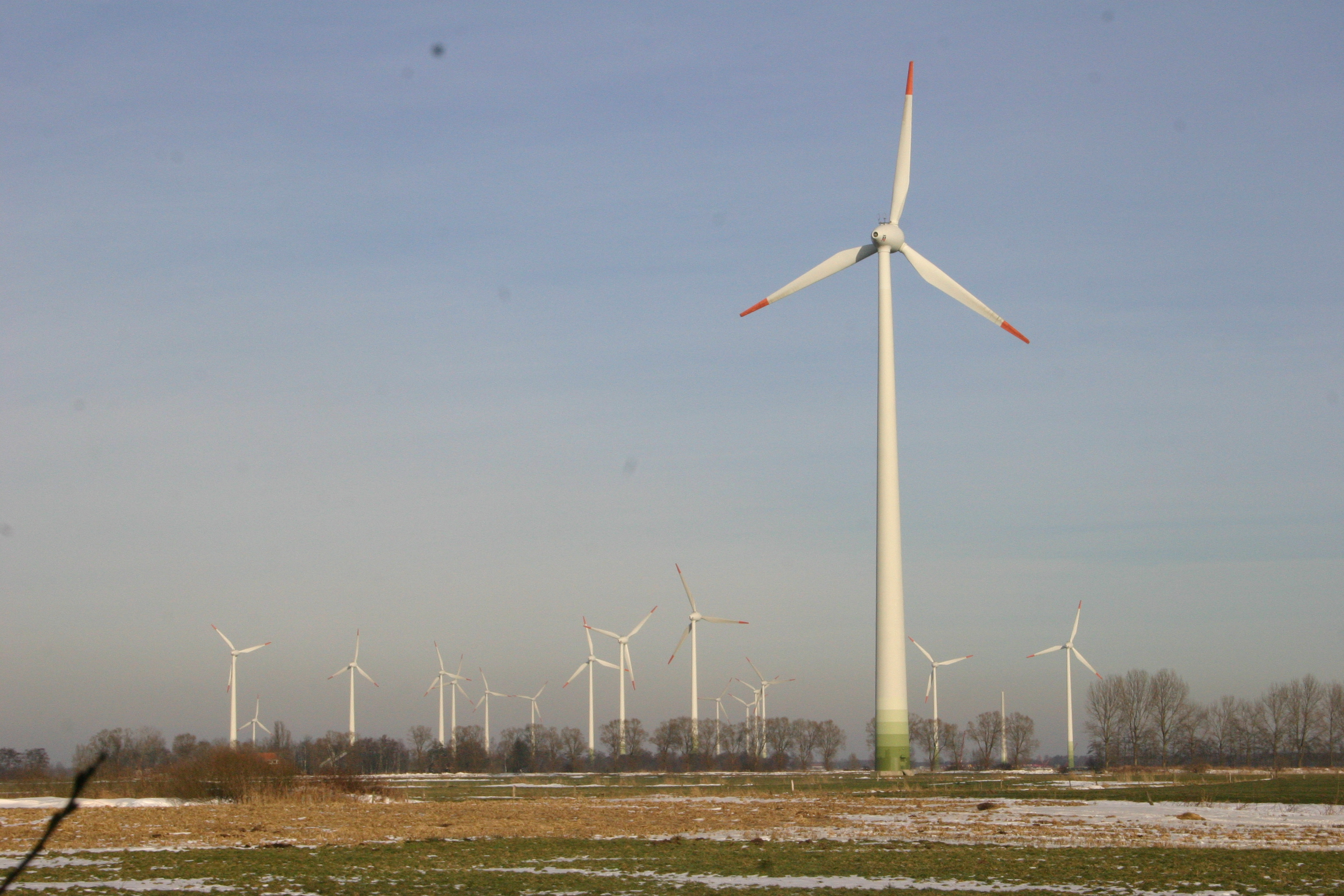
Windpark nahe Riepe

Nach dem Zweiten Weltkrieg haben in der Gemeinde in großem Umfang Flurbereinigungen stattgefunden. Als bislang letzte Maßnahme wurde 2009 nach 21 Jahren der Prozess in den Ortschaften Ihlowerhörn, Hüllenerfehn, Lübbertsfehn und Westersander abgeschlossen.
Ein Zubrot verdienen sich Landwirte durch das Aufstellen von Windenergieanlagen oder indem sie entsprechende Flächen zur Verfügung stellen. Aufgrund des häufig und stark wehenden Windes und nicht zuletzt auch wegen der dünnen Besiedlung eignet sich Ihlow zur Nutzung von Windenergie. In der Gemeinde gibt es einen größeren Windpark zwischen Riepe/Ochtelbur und Simonswolde. Außerdem bieten Landwirte vereinzelt Ferien auf dem Bauernhof an.

### Tourismus
Von einiger Bedeutung ist inzwischen auch der Tourismus. Insbesondere im Hauptort Ihlowerfehn wurde seit den 1990er-Jahren eine entsprechende Infrastruktur aufgebaut. Anfang der 1990er Jahre wurde mit Hilfe von Förderprogrammen die Freizeitanlage Ihler Meer errichtet. Seither steigen die Übernachtungs- und Gästezahlen kontinuierlich an: Wurden 1991 noch 1350 Gäste mit 7350 Übernachtungen gezählt, waren es 2001 bereits 3307 Gäste sowie 31.750 Übernachtungen. Die Zahl der Übernachtungen gibt die Industrie- und Handelskammer für Ostfriesland und Papenburg für die Coronajahre 2021 mit 15.643 sowie für 2022 mit 28.372 an. Kurzurlauber und Gruppenreisende stellen den Großteil der Besucher.

### Verkehr
Auf dem Gebiet der Gemeinde liegt die Anschlussstelle Riepe der A 31. Die Landesstraße 1 führt von dort über Riepe nach Aurich. Im Osten tangiert die Gemeinde die B 72 zwischen Aurich und der Anschlussstelle Filsum an der A 28. Ihlow verfügt nicht über einen Gleisanschluss. Der nächstgelegene Bahnhof ist in Emden, wohin eine Busverbindung besteht, die einige Male am Tag verkehrt. Deutlich häufiger fahren Busse in die Kreisstadt Aurich.
Die Ausbauplanungen für die B 210 betreffen auch das Ihlower Gemeindegebiet. Der Ihlower Gemeinderat hat sich im Juli 2011 mit großer Mehrheit gegen das Vorhaben ausgesprochen.
Der Ems-Jade-Kanal durchquert die Gemeinde. Zwar ist dieser in erster Linie für die Sportschifffahrt von Bedeutung. In der Ortschaft Bangstede existiert jedoch auch ein Gewerbegebiet mit angeschlossenem Kai am Kanal. Dort können Binnenschiffe zur Belieferung einer Getreidemühle festmachen. Am Hafen in Westerende-Kirchloog befindet sich die Voß-Werft.

### Öffentliche Einrichtungen
Größere öffentliche Einrichtungen gibt es in der Gemeinde nicht, von der Gemeindeverwaltung abgesehen. In Ihlowerfehn gibt es eine Polizeistation, die jedoch nicht rund um die Uhr besetzt ist. In den fünf Freiwilligen Feuerwehren in Riepe, Simonswolde, Ochtelbur, Weene und Ihlowerfehn sind etwa 230 Feuerwehrleute im Dienst.

### Bildung
In Ihlow befinden sich vier Grundschulen: in Westerende-Kirchloog, Weene, Riepe und Simonswolde. Die nahe der Grenze zur Stadt Aurich gelegene Grundschule in Weene wird auch von Schülern aus dem Auricher Stadtteil Schirum besucht. Im Hauptort Ihlowerfehn befindet sich die Hermann-Tempel-Gesamtschule. Es handelt sich dabei um eine Kooperative Gesamtschule, die Unterricht bis einschließlich der Sekundarstufe I anbietet. Das nächstgelegene Gymnasium ist das Gymnasium Ulricianum in Aurich, wo sich zudem eine Integrierte Gesamtschule befindet. Die nächstgelegenen Berufsbildenden Schulen sind in Aurich und Emden. In Emden befindet sich zudem die nächstgelegene Fachhochschule, die nächstgelegene Universität ist die Carl von Ossietzky Universität Oldenburg in Oldenburg.
In Ihlowerfehn befindet sich der Sitz der Kreisgruppe Aurich der Ländlichen Erwachsenenbildung. Der Landkreis Aurich unterhält im Ortsteil Lübbertsfehn die Naturschutzstation Fehntjer Tief. Sie befindet sich in einem ehemaligen Gulfhaus – einem für Ostfriesland typischen Bauernhaus – in unmittelbarer Nähe zum Naturschutzgebiet Fehntjer Tief und dient als außerschulischer Lernort für Schüler aus dem gesamten Landkreis sowie als Veranstaltungsraum. Die Kreisvolkshochschule Aurich unterhält in Ihlow eine Außenstelle.

### Medien
Ihlow liegt im Verbreitungsgebiet dreier Tageszeitungen. Die alteingesessene Heimatzeitung des Auricherlandes sind die Ostfriesischen Nachrichten. Dazu kommt die Ostfriesen-Zeitung, die als einzige der ostfriesischen Tageszeitungen regionsweit erscheint. Beide erscheinen im Verlag Zeitungsgruppe Ostfriesland. Im an Emden angrenzenden Bereich wird zudem vereinzelt die Emder Zeitung gelesen. Ein kostenlos erscheinendes Anzeigenblatt ist das Heimatblatt/Sonntagsblatt, das zweimal wöchentlich im Verlag der Emder Zeitung erscheint, mittwochs als Heimatblatt, sonntags als Sonntagsblatt. Die redaktionelle Betreuung erfolgt in allen Fällen von Aurich aus. Aus der Gemeinde berichtet zudem der Bürgerrundfunk-Sender Radio Ostfriesland.

## Kultur und Sehenswürdigkeiten

### Der Archäologische ParkKlosterstätte Ihlow

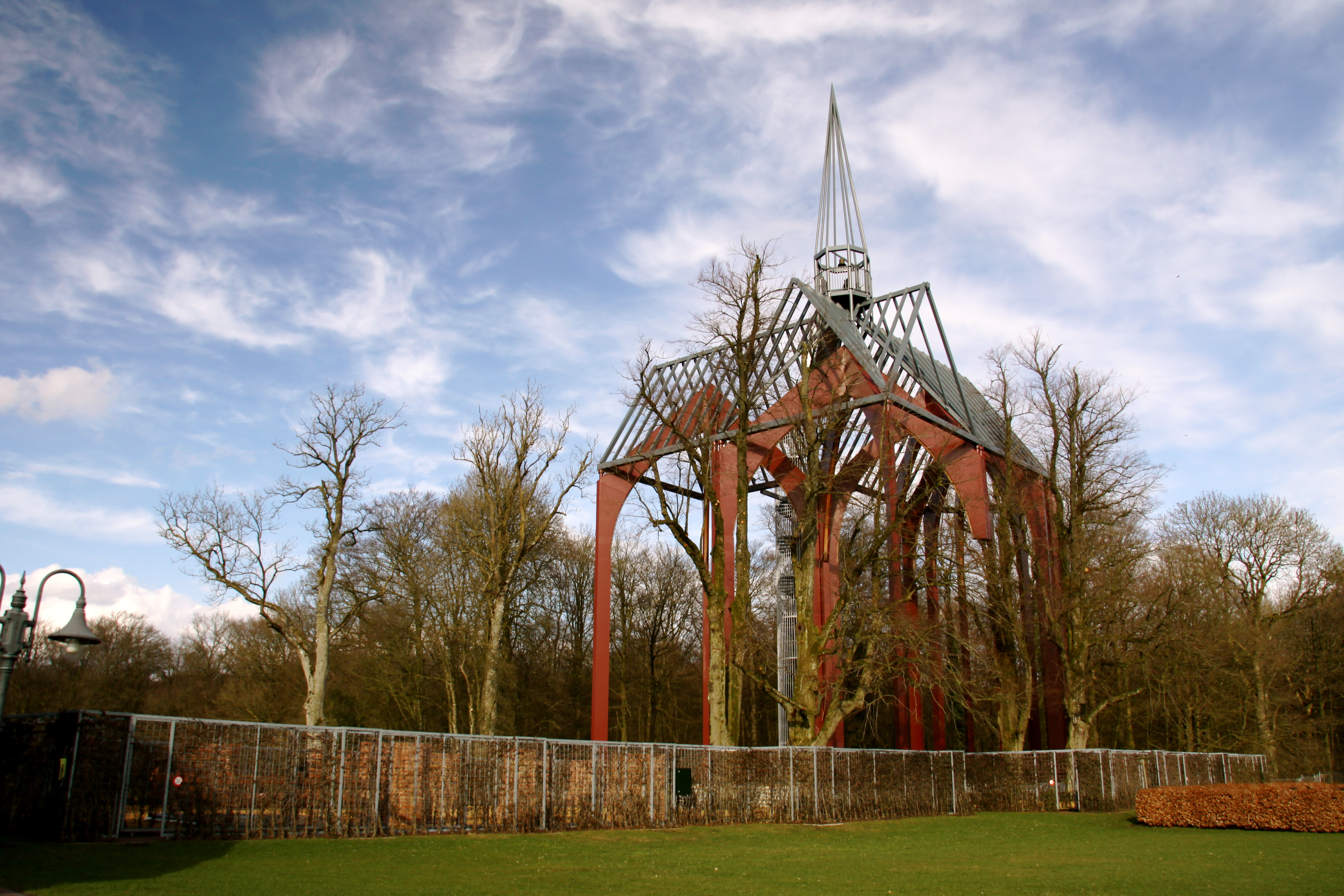
Teilrekonstruktion der Klosterkirche

Bedeutendste Sehenswürdigkeit der Gemeinde ist der 2009 fertiggestellte Archäologische Park im und um das ehemalige Kloster Ihlow. Das markanteste Bauwerk des Parks ist die Imagination von Chor und Altarraum der ehemaligen Klosterkirche, die sich mit einer Höhe von 45 Metern weit über die Wipfel der umliegenden Bäume erhebt und die Dimensionen des Gotteshauses verdeutlichen soll. Auf der Ebene der freigelegten Grundmauern wurde ein Raum der Spurensuche eingerichtet, in dem eine Ausstellung mit Ausgrabungsfunden zu sehen ist. Zudem findet sich hier ein neuer Altar. Ein neu angelegter Klostergarten im Bereich der ehemaligen Klausur zeigt in vier Themenarealen Pflanzen und Kräuter sowie deren Wirkung und Bedeutung im Mittelalter.

### Kirchen

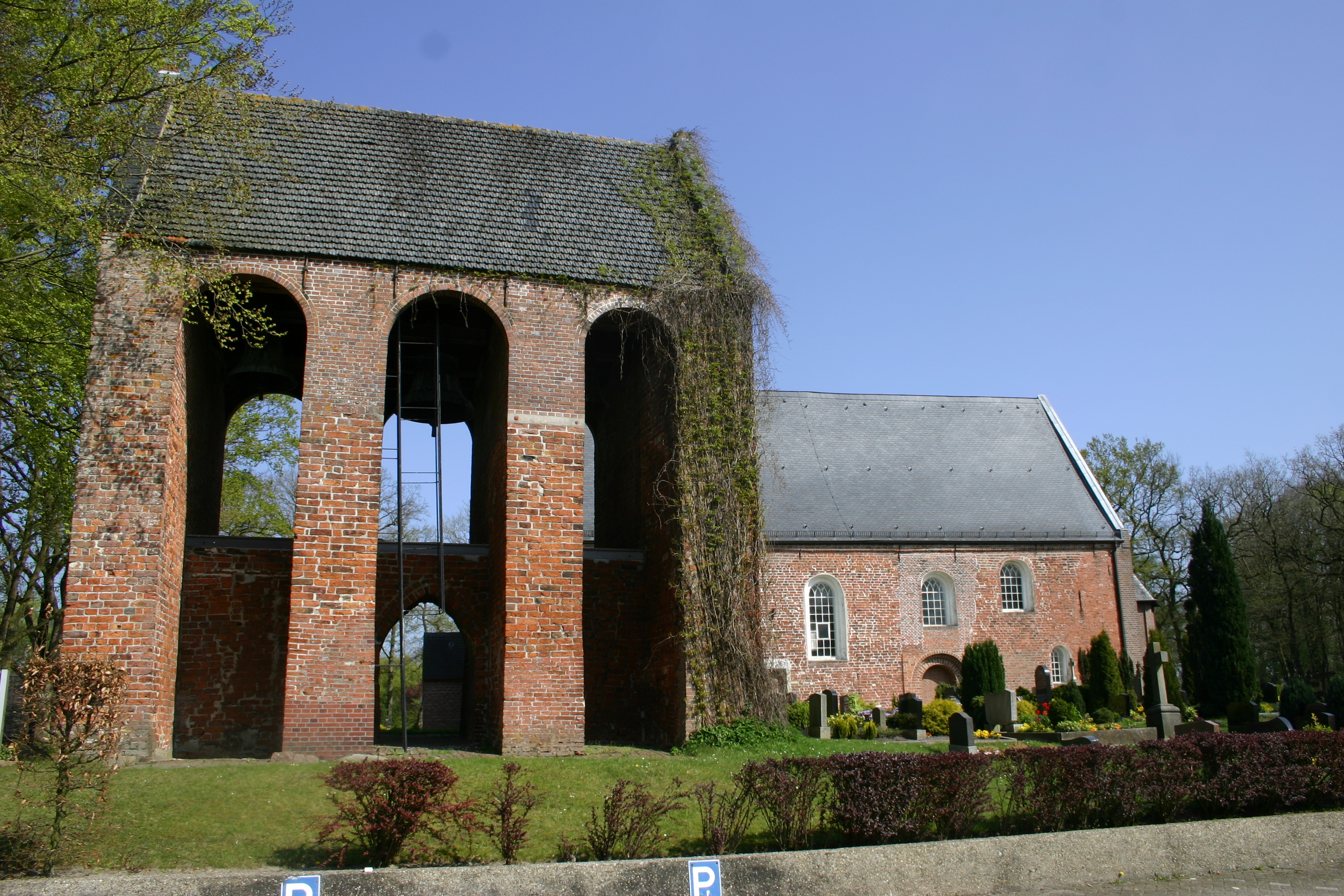
Kirche in Weene aus dem späten 13. Jh. Wie in vielen Orten Ostfrieslands hat sie einen freistehenden Glockenturm

In der Gemeinde befinden sich in mehreren Ortsteilen mittelalterliche Kirchen, von denen sich fünf Backsteinkirchen bis in die heutige Zeit erhalten haben, davon fünf Saalkirchen aus dem 13. Jahrhundert, romanisch oder im Übergangsstil, und die spätgotische Kirche in Riepe. Ihre Ausstattung ist zum Teil von überregionaler kunsthistorischer Bedeutung.

#### 13. Jahrhundert
- Nikolaikirche in Weene (spätes 13. Jahrhundert): drei geschnitzte Holzplastiken gotischen Stils, ein Kruzifix aus dem 13. Jahrhundert, eine Vesperbild (Ende des 14. Jahrhunderts) und eine Anna selbdritt (um 1500).
- Bangsteder Kirche (Ende des 13. Jahrhunderts): Reliquienkästchen aus der zweiten Hälfte des 13. Jahrhunderts, eine Madonna (zwischen 1251 und 1350), eine Holzskulptur des St. Georg aus der 2. Hälfte des 14. Jahrhunderts und eine Bischofsfigur, die in der Zeit von 1460 bis 1470 entstanden sein dürfte. Diese werden im Ostfriesischen Landesmuseum in Emden ausgestellt. Die weitgehend erhaltene Orgel baute Johann Gottfried Rohlfs im Jahr 1795.[97]
- Ochtelburer Kirche (zweite Hälfte des 13. Jahrhunderts) aufgrund von Baufälligkeit wurde in den Jahren 1742 und 1861 ein Großteil der Mauern neu aufgeführt. Auch hier ist das alte Taufbecken erhalten, das auf vier Löwen ruht und mit Taubändern sowie Rankenfriesen verziert ist. Der Kanzelkorb datiert von 1678 und wird der Werkstatt von Hinrich Cröpelin zugeschrieben.[98]
- Simonswoldmer Kirche (Ende des 13. Jahrhunderts) hat seit dem 15. Jahrhundert durch den polygonalen Choranbau und die spitzbogigen Fenster an der Südseite ihre spätgotische Prägung erhalten. Eine Grabplatte aus rotem Sandstein geht auf die Mitte des 12. Jahrhunderts zurück. Die im Jahr 1598 geschaffene Kanzel zählt zu den ältesten Beispielen sakraler Renaissancekunst in Ostfriesland.[99] Die St. Martin-Kirche mit halbrunder Apsis in Westerende-Kirchloog wurde ebenfalls Ende des 13. Jahrhunderts errichtet. Aus dieser Zeit ist der romanische Taufstein erhalten. Im Jahr 1793 baute Johann Friedrich Wenthin die Orgel, die 1885 einen Erweiterungsumbau durch Johann Diepenbrock erfuhr, aber noch weitgehend original ist.[100]
- St. Martin in Westerende-Kirchloog, vermutlich zweite Hälfte des 13. Jahrhunderts, romanisch mit barocker Innenausstattung.

#### 16. Jahrhundert
- In die spätgotische Riepster Kirche von 1554 wurden aus der nicht erhaltenen Kreuzkirche zwei trapezförmige Grabsteine übernommen, die aus der Mitte des 12. Jahrhunderts stammen. Ebenfalls aus dem Vorgängerbau stammt das romanische Taufbecken aus Bentheimer Sandstein. Die meisten hölzernen Einrichtungsgegenstände wie Altar, Kanzel, Westempore und Kirchengestühl gehen auf das 17. Jahrhundert zurück. Wegen seiner Form wird der freistehende Glockenturm mit seiner Barockhaube landläufig „Riepster Teebüs“ (Teedose) genannt.[101]

#### 20. Jahrhundert
- Die Barsteder Kirche wurde 1953 an der Stelle der einsturzgefährdeten mittelalterlichen Dorfkirche errichtet und enthält wertvolle Einrichtungsgegenstände aus dem Vorgängerbau. Das Taufbecken aus Bentheimer Sandstein (um 1200) gilt als eines der ältesten in Ostfriesland.
- Die Ihlower Kirche hat keine historische Vorgängerin. Sie wurde im Jahr 1902 für die neue Fehnkolonie Ihlowerfehn gebaut, nachdem die Kirchengemeinde 1899 gegründet worden war.[102] Sie ist im Stil des Historismus mit Blendnischen, abgetreppten Strebepfeilern und Rundbogenfries gebaut. Der eingebaute Westturm ist mit einer Rosette als Blende verziert. Die einheitlich holzsichtig gehaltene Innenausstattung verleiht dem Raum seine Geschlossenheit.

### Sonstige Sehenswürdigkeiten

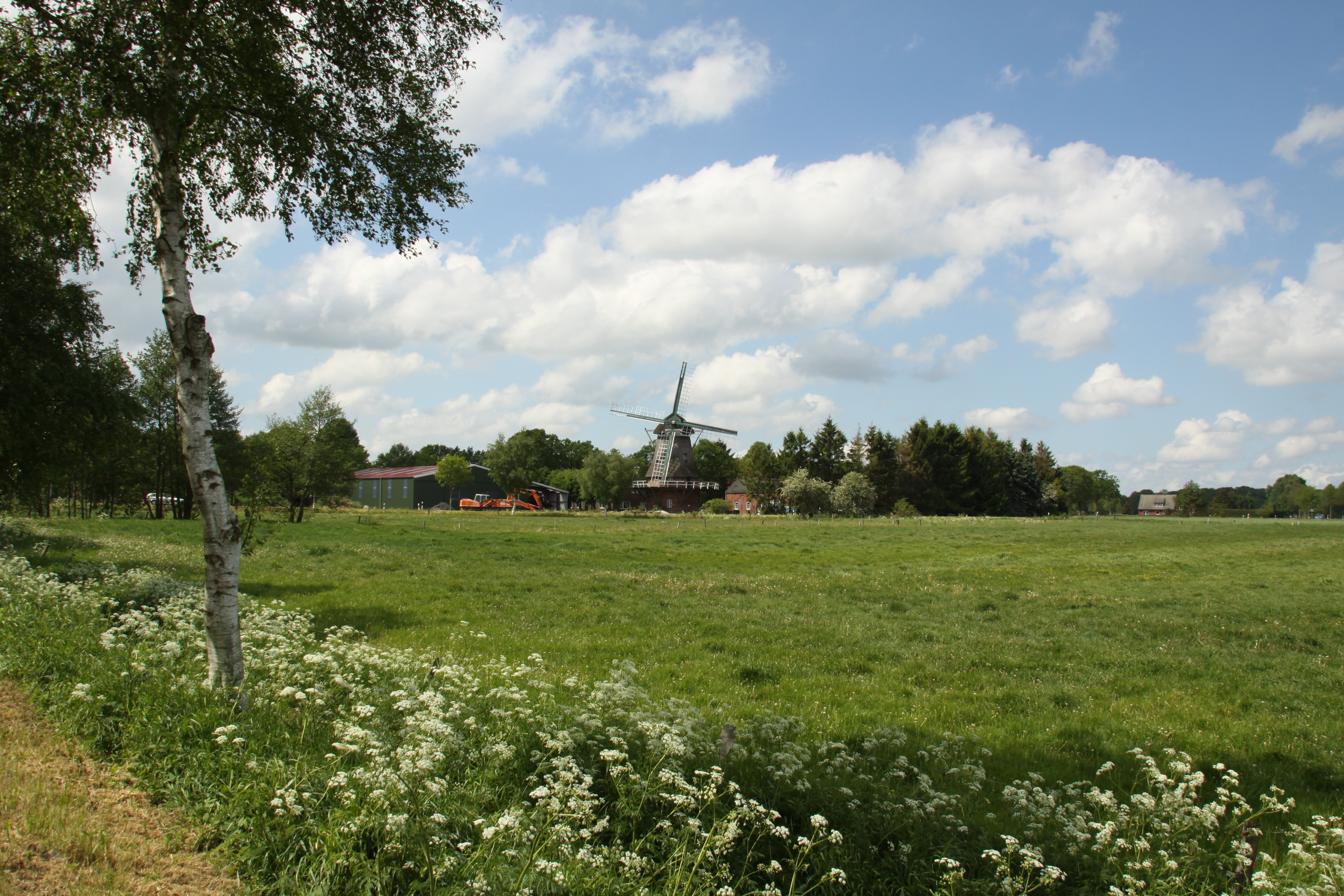
Die Windmühle in Ihlowerfehn

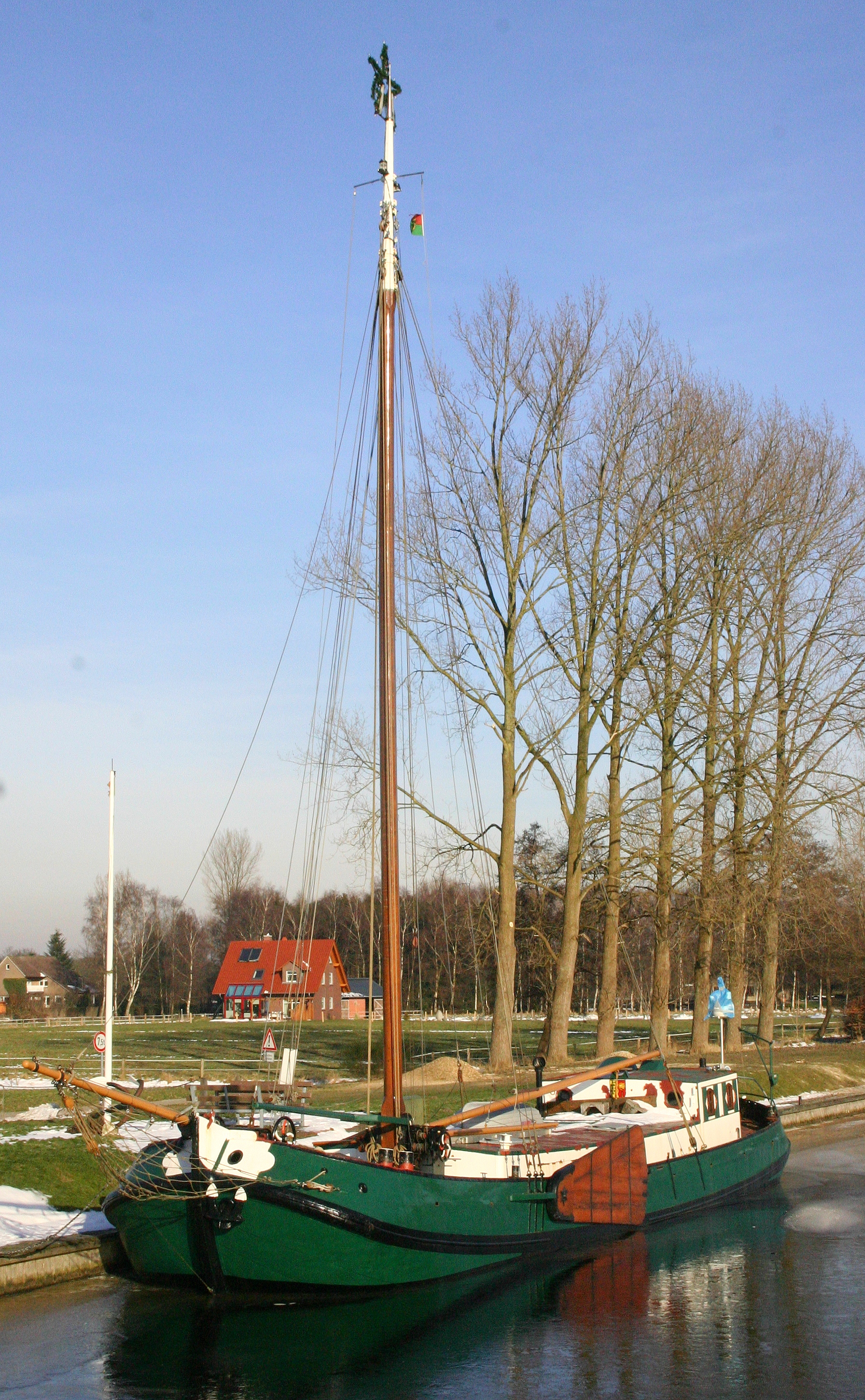
Tjalk „Wappen von Ihlow“

Die Tjalk Wappen von Ihlow wurde Anfang des 20. Jahrhunderts in Groningen gebaut und war eine der ersten, die einen eisernen Rumpf hatte. Das Schiff kam um 1980 in den Besitz der Gemeinde und wurde von einem gleichnamigen Förderverein restauriert. Ihr Liegeplatz befindet sich an der Fahnster Brücke am Ems-Jade-Kanal. Vom Förderverein werden Fahrten zu den ostfriesischen Inseln und den Küstenorten angeboten. Regelmäßig nimmt das Schiff an größeren Veranstaltungen, wie etwa dem Emder Hafenfest oder der Sail in Bremerhaven teil.
In der Gemeinde finden sich in allen Ortschaften und in den Gemarkungen alte Gulfhöfe. Ein aus dem Jahr 1843 stammender Gulfhof in Lübbertsfehn wurde 1989 vom Landkreis Aurich angekauft und dient seitdem als Naturschutzstation des Kreises. Zu den Öffnungszeiten der Naturschutzstation kann die Architektur dieses für Ostfriesland typischen Bauernhauses daher von außen wie auch von innen besichtigt werden.
In der Ortschaft Riepe befindet sich das Schlickmuseum. Es dokumentiert die Überschlickung des Riepster Hammrichs in den Jahren 1954 bis 1994. Es öffnet jedoch nur auf Anfrage.
In Riepe befinden sich zwei Wasserschöpfmühlen, die bis zur Aufschlickung des Hammrichs der Entwässerung dienten. Die Fluttermühle ist ein originalgetreuer Nachbau einer älteren Mühle, die mehr als 300 Jahre alte Kokermühle ist 1984 renoviert worden. Holländerwindmühlen befinden sich in Ihlowerfehn und Simonswolde.
Der Galerieholländer Mühle Berta wurde im Jahr 1870 erbaut und steht südlich von Ihlowerfehn. Im Jahr 1989 wurde sie letztmals umfangreich instand gesetzt. Ende 2019 bis Frühjahr 2020 werden Kappe und Flügel restauriert.

### Regelmäßige Veranstaltungen
Auf dem Klostergelände finden jährlich die Ihlower Klostertage statt, bei denen es Führungen über das Gelände gibt. Die als Gartenfest aufgemachte Veranstaltung zieht auch Aussteller, Künstler und Handwerker an, die ihre Arbeiten präsentieren. Im Moorhaus in Simonswolde werden Konzerte in der Reihe „Weltklassik am Klavier“ gegeben, die in Rysum ihren Anfang nahm und mittlerweile auch in anderen Gemeinden aufgeführt wird.

### Sprache
In Ihlow wird neben Hochdeutsch Ostfriesisches Platt gesprochen. In der Gemeinde wird versucht, die Nutzung der Plattdeutschen Sprache unter anderem durch zweisprachige Kindergärten zu fördern. Ein solcher befindet sich in Simonswolde. Daneben gibt es unter anderem plattdeutsche Gottesdienste.

## Persönlichkeiten
Zu den bekannteren Personen aus Ihlow zählen drei Politiker:
- Theodor Trauernicht (1896–1970) war Mitglied des Niedersächsischen Landtags (SRP) und zuvor während der NS-Zeit Kreisbauernführer des Landkreises Aurich.
- Günter Lüttge (1938–2000) war ab 1972 der erste Bürgermeister der neu gegründeten Gemeinde Ihlow. Von 1978 bis 1989 war der Sozialdemokrat Mitglied des Niedersächsischen Landtags und von 1989 bis zu seinem Tode Mitglied im Europaparlament.
- In der Gemeinde Ihlow lebte der aus Norden stammende SPD-Bundestagsabgeordnete Jann-Peter Janssen (1945–2022), ebenso Markus Paschke (* 1963), der seit 2013 die SPD im Bundestagswahlkreis Unterems vertritt. Paschke wohnt in Riepe.